# Slaget ved Verdun
Slaget ved Verdun i Nordøstfrankrig var et af de største slag under 1. verdenskrig, og et af de største i menneskehedens historie. Slaget varede fra 21. februar 1916 til 18. december 1916 og begyndte som en tysk offensiv, der forsøgte at få den franske hær til at forbløde i stillingerne omkring den stærkt befæstede by Verdun. Men franskmændene forsvarede sig hårdnakket under general Philippe Pétain, som blev berømt på det succesfulde forsvar af byen. Petain afløstes i maj af general Robert Nivelle. Tyskerne måtte i juli indstille offensiven, og en fransk offensiv fra oktober tvang dem til at opgive det erobrede terræn med forterne Vaux og Douaumont. Da slaget sluttede, gik fronten stort set, som da det startede.
Under slaget blev over en million soldater såret,[kilde mangler] og op til fire hundrede tusind soldater blev dræbt.[kilde mangler] Det var det længste slag i 1. verdenskrig og det blodigste efter Slaget ved Somme (1916). Slaget er blevet symbol på den uhyrlige og forfærdende måde 1. verdenskrig foregik på. Det er estimeret, at op til 70 millioner artillerigranater af forskellige kaliber blev affyret på de omtrent 45 kvadratkilometer slaget blev udkæmpet på, det er i gennemsnit to affyrede skud hvert sekund i de 9 måneder, hvorunder slaget fandt sted.
Efter det 1. slag ved Marne og den stadig længerevarende stillingskrig havde den øverste tyske hærledelse – Oberste Heeresleitung (OHL) erkendt, at den i stigende grad havde mistet det strategiske initiativ. Den tyske hærs generalstabschef Erich von Falkenhayn ville besejre Frankrig med et afgørende storangreb. Blandt andet skulle British Expeditionary Force bringes til at opgive sine allianceforpligtelser. Som mål for offensiven valgte han den franske by Verdun. Byen har en lang historie som bolværk mod indtrængende hære østfra. Verdun havde frem for alt en stor symbolsk betydning i den franske befolkning. Den militære og strategiske værdi var derimod beskeden. I den første del af krigen var Verdun anset for at være en fransk fæstning af underordnet betydning.
Den tyske hær planlagde at rette fronten, som slangede sig uden om byen Verdun og de fremskudte fæstninger. Den franske hær skulle tvinges til at indsætte hovedparten af sin styrke her for at forsvare det nationalt betydningsfulde sted. Den militære operation fik kodenavnet Operation Gericht. Overkommandoen for 5. armé fik til opgave at lede operationen.
Slaget markerede begyndelsen på de store materielslag under 1. verdenskrig. Aldrig tidligere havde industrialiseringen af krigen været så tydelig. I den forbindelse sikrede det franske Noria system en regelmæssig rotation af tropperne. Det var af stor betydning for at sikre et vellykket forsvar og var en væsentlig faktor for at etablere Verdun som et symbol for hele Frankrig. Den tyske hærledelse antog derimod, at franskmændene var tvunget til at udskifte troppeenhederne på grund af usædvanlig store tab.[kilde mangler] Falkenhayn fortalte, at modstanderen forblødte. I den tyske erindring blev Verdun til et begreb, som er forbundet med en følelse af bitterhed og en følelse af at være blevet udslidt.
Selv om kampene ved Somme var forbundet med væsentligt højere tab, blev de månedlange kampe ved Verdun til et tysk-fransk symbol på de tragiske resultatløse stillingskrige. Verdun står i dag som et mindesmærke mod krige og som et symbol på den vellykkede tysk-franske udsoning.
I 2000 beregnede Hannes Heer og Klaus Naumann, at franskmændene led 377.231 tab og tyskerne 337.000, i alt 714.231 og et gennemsnit på 70.000 om måneden.[kilde mangler] Nyere estimater indikerer væsentligt højere tab, potentielt over en million, såsom i 2014 hvor William Philpott skrev om 976.000 ofre i 1916 og 1.250.000 i nærheden af Verdun.[kilde mangler] I Frankrig kom Verdun til at symbolisere den franske hærs beslutsomhed og krigens destruktivitet. Slaget ved Verdun betragtes bredt som et af de mest tæt udkæmpede slag i menneskehedens historie, cirka 3,7 millioner soldater[kilde mangler] deltog i kamp i et område på mindre end 45 kvadratkilometer. Det har utvivlsomt rekorden, men ikke endegyldigt, for det højeste antal ofre pr. kvadratmeter overalt i verden,[kilde mangler] undtagen en nazistisk koncentrationslejr.[kilde mangler]

## Sammenfatning
Efter at datoen for angrebet på grund af koldt og vådt vejr var blevet udskudt flere gange fra den 12. februar, indledtes det tyske angreb den 21. februar 1916. Forsinkelsen fra den 12. til den 21. februar samt beretninger fra overløbere gav den franske efterretningstjeneste tid og argumenter til at overbevise general Joffre om, at et storangreb var under opsejling. På baggrund af uigendrivelige beviser for tyske troppekoncentrationer ved fronten hentede han hurtigt forstærkninger til støtte for den forsvarende 2. franske armé. På den truede østbred af Meuse-floden samlede franskmændene ca. 200.000 mand, som stod over for en tysk overmagt på omkring 500.000 i den 5. tyske armé.
I begyndelsen gjorde angrebet gode fremskridt. Allerede den 25. februar lykkedes det tyske tropper at indtage landsbyen Douaumont uden større problemer. Herefter blev Philippe Pétain udnævnt til ny øverstkommanderende for frontafsnittet. Som tyskerne havde ventet, gjorde han alt for at forsvare Verdun. Fortet Douaumont kunne han først efter hårde kampe erobre tilbage den 4. marts. For at imødegå beskydningen fra flanken blev angrebet nu udvidet til også at omfatte den venstre bred.
Højdedraget, som tyskerne kaldte "Toter Mann", blev erobret og generobret gentagne gange under store tab. På højre bred var Fort Vaux længe omstridt og blev forsvaret til sidste dråbe vand. Den 7. juni kapitulerede fortet.
Som følge af Brusilov-offensiven måtte tyske tropper trækkes bort fra kampområdet. Alligevel indledtes yderligere en storoffensiv den 22. juni. Stillingen i Thiaumont og landsbyen Fleury blev indtaget. Det af briterne indledte slag ved Somme førte som planlagt til, at yderligere tyske tropper måtte trækkes bort fra Verdun. Trods det blev der indledt en sidste storoffensiv den 11. juli, som førte de tyske tropper frem til taget over Fort Souville. Angrebet brød herefter sammen under det franske modangreb, så det kom kun til mindre tyske initiativer som hessiske angreb på Souville-Nase den 1. august 1916. Efter en forholdsvis rolig periode blev Fort Douaumont generobret af franskmændene den 24. oktober. Fort Vaux blev rømmet den 2. november. Den franske offensiv fortsatte til den 20. december, hvor den blev indstillet.

## Baggrund

### Den militære situation på Vestfronten
Få måneder efter udbruddet af 1. verdenskrig stivnede fronten i november 1914 i Belgien og Nordfrankrig. Begge magter opførte et omfattende net af skyttegrave fra Nordsøkysten til Schweiz. Den omfattende brug af maskingeværer, tunge kanoner og omfattende pigtrådsspærringer begunstigede en defensiv krigsførelse. Det førte til, at samtlige offensiver medførte store tab uden at føre til nævneværdige territoriale gevinster. I februar forsøgte de allierede for første gang at gennembryde de fjendtlige linjer ved hjælp af et timelangt artilleribombardement for at kunne bryde igennem. Modstanderne blev imidlertid advaret om angrebet af trommeilden og trak reserver til området. De mange granater efterlod også talrige granathuller, som vanskeliggjorde fremrykning. De allierede offensiver i Champagne og Artois måtte afbrydes på grund af store tab.

## Den tyske strategi – "Operation Gericht"
I vinteren 1915 begyndte den øverste tyske hærledelse under Erich von Falkenhayn at planlægge en offensiv for det kommende år. Han diskuterede alle strategisk mulige og lovende frontafsnit. Den øverste hærledelse kom til den overbevisning, at Storbritannien skulle tvinges ud af krigen, da den på grund af sin udsatte maritime placering og på grund af sin industrielle kapacitet var motoren i Ententen. På basis af denne overbevisning blev Italien forkastet som angrebsmål. Det samme var tilfældet med Rusland. Selv om tyske og østrig-ungarske tropper fra juli til september 1915 havde erobret store områder, var Falkenhayn overbevist om, at Tysklands styrke ikke rakte til at gennemføre et afgørende fremstød i det enorme russiske zarrige. Selv en erobring af Sankt Petersborg ville kun have symbolsk betydning og ville, hvis de russiske hære blot trak sig tilbage, ikke føre til en afgørelse. Ukraine var på grund af sit landbrug en velkommen gevinst som følge af den strategi, men den kunne kun høstes med accept fra Rumænien for at undgå, at det gik med på allieret side. Andre krigsskuepladser i Nærorienten og Grækenland blev betragtet som betydningsløse. Således var et angreb på Vestfronten det eneste tænkelige alternativ. Briternes stilling i Flandern var imidlertid i mellemtiden blevet udbygget, så Falkenhayn klart foreslog den franske front som den afgørende krigsskueplads.
Han argumenterede i den forbindelse med, at "Frankrig er nået til grænsen af, hvad det kan præstere – i øvrigt ved beundringsværdig opofrelse. Lykkedes det at overbevise det franske folk om, at det militært set ikke har noget at håbe på, så ville grænsen blive krydset og Storbritannien miste sit bedste sværd. Falkenhayn håbede, at et sammenbrud i den franske modstand ville føre til en tilbagetrækning af de britiske styrker.
Som angrebsmål foreslog han fæstningsbyerne Belfort og Verdun. På grund af Belforts nærmest ubetydelige strategiske situation i nærheden af den tysk-franske grænse og den mulige omgåelse af fæstningen i Metz besluttede den øverste tyske hærledelse sig for fæstningen i Verdun.
Verduns strategiske placering i frontbæltet gav ved første blik mulighed for at nå et værdifuldt mål. Efter grænseslagene i september 1914 havde den tyske offensiv ikke fået skabt en kile i fronten ved St. Mihiel, som kunne udgøre en permanent trussel mod de franske forsvarere. Derved kunne den tyske 5. armé under kronprins Wilhelm angribe fra tre sider, mens den franske overkommando (GQG – Grand Quartier Général)
var tvunget til at trække tropper bort fra andre væsentlig vigtigere frontafsnit og lade dem passere gennem den smalle korridor mellem Bar-le-Duc og Verdun til de områder, som var under angreb. På den anden side giver et blik på geografien et helt andet billede: de franske befæstede stillinger, løbegange, betonblokhuse, infanteristillinger og ikke mindst forterne var næsten uovervindelige forhindringer for de angribende soldater, for ikke at tale om pigtråden, tykningerne og underskoven samt højdeforskellen på 100 meter. Man måtte regne med store tab.
For at imødegå disse betingelser skulle angrebet forberedes med artilleribeskydning af hidtil ukendt omfang. Den strategiske plan fik navnet "Chi 45" – efter den dengang anvendte hemmelige kodebetegnelse for "Gericht" – dvs. domstol. I julen 1915 gav kejser Wilhelm 2. tilladelse til offensiven. Det egentlige angreb skulle udføres på østbredden af Meuse af 5. armé under kronprins Wilhelm af Preussen. Et stort anlagt angreb på begge sider af floden blev udelukket af Falkenhayn. Denne øjensynligt ulogiske beslutning, som ikke tog hensyn til tyskernes overlegne stilling på begge sider af floden, blev skarpt kritiseret af både kronprinsen og Konstantin Schmidt von Knobelsdorf, der var stabschef i 5. armé og den egentlige beslutningstager. Alligevel blev der ikke lavet ændringer i "Chi 45".

### Forblødning – Falkenhayns mål?
Falkenhayn udtalte aldrig direkte, hvilke mål han forfulgte med angrebet på Verdun, selv om han ofte i snævre, højtplacerede militære kredse talte om at lade fjenden forbløde. Tyske troppers erobring af byen ville ganske vist have negative effekter på den franske krigsmoral, men en erobring af Verdun kunne ikke bruges som udgangspunkt for et afgørende angreb på Frankrig. Afstanden til den franske hovedstad Paris er 252 km, i en stillingskrig nærmest en uovervindelig afstand.
I sine erindringer, som blev udgivet efter krigen i 1919, hævder Falkenhayn, at han allerede i 1915 havde talt om en udmarvningsstrategi og en udrivnings- og fastholdelsestaktik. Som dokumentation for dette udsagn nævnes, at Falkeyhayn ikke havde indledt et samtidig angreb på begge sider af floden Meuse, hvilket formentlig hurtigt ville have ført til en erobring af Verdun. En ofte set fortolkning af den beslutning var, at den øverste hærledelse herved ville undgå en direkte sejr, for på den måde at samle de franske tropper om forsvaret af Verdun. Således havde Falkenhayn ikke erobringen af Verdun for øje, men indviklingen af den franske armé i et langvarigt udmattelsesslag , hvilket efterhånden skulle føre til en fuldstændig udmattelse af den franske hær – materielt og personelt. Denne plan er dog ikke noget, som Falkenhayn selv eller andre nedskrev på dette tidspunkt, og bliver i dag betragtet med skepsis, om end den ikke er umulig.
En mere sandsynlig og derfor oftere fremført teori er, at Falkenhayn som chef for hæren var en ret tøvende strateg og ikke fulgte denne strategi fra starten, og først i løbet af slaget ophøjede den fra at være et middel til at være målet. Dette skal frem for alt ses som retfærdiggørelse på baggrund af de mislykkede fremstød og de store tyske tab. For denne udlægning taler entydigt befalingerne til de kæmpende styrker, som drejer sig om erobring af områder: Falkenhayn gav ordre til en offensiv i området ved Meuse i retning mod Verdun“, kronprisen talte om hurtigt at bringe fæstningen Verdun til fald, og von Knobelsdorf havde givet de to angrebskorps opgaven: at trænge så langt frem som muligt. Den angribende 5. armé omsatte disse ordrer til handling uden taktisk venten i overensstemmelse med forblødningsstrategi og uden udelukkende at satse på store fjendtlige tab. Der er kun et tydeligt tysk mål ved angrebet: Verdun.

### Fæstningen Verdun
Fra et fransk standpunkt var forsvaret af Verdun en patriotisk pligt, som er i direkte modstrid med et moderne militært synspunkt: Et strategisk tilbagetog til de skovklædte højderygge vest for Verdun havde skabt en forsvarsstilling, som var væsentligt lettere at forsvare, havde fjernet udposningen på fronten og frigjort tropper. Den af Joffre hårdnakket fastholdte franske militærdoktrin fra 1910 tillod imidlertid kun en offensiv à l'outrance – en fremrykning til Rhinen. En defensiv taktik eller strategi blev aldrig for alvor overvejet, og betænkeligheder fra nogle officerer som general Pétain og oberst Driant vedrørende denne doktrin blev afvist som defaitistiske.
Oberst Driant havde som kommandør over det vigtige afsnit i Caures-skoven og chef for 56. og 59. bataljon af chasseurs à pied gentagne gange forgæves forsøgt at få overkommandoen til at gennemføre en tydelig forbedring af det franske skyttegravssystem. På egen hånd lod Driant sine elitetropper befæste deres stilling mod det ventede angreb. Trods det faldt den ved det første angreb den 22. februar. I stedet for et fornuftigt forsvar valgte den franske overkommando og general Joffre at forlade sig på det franske system om forsvar gennem angreb, som var baseret på at de menige franske soldater ”poilu-erne” gennem deres angrebsiver skulle give den franske hær en afgørende fordel.
Efter den fransk-preussiske krig i 1870-1871 gik man i Frankrig, på trods af en overbevisning om at man kun kunne opnå en sejr ved at lade infanteriet rykke frem, i gang med at sikre grænsen mod Tyskland ved at opbygge tidssvarende fæstningsanlæg. Til det formål blev flere østfranske byer omkranset af en ring af forter som Verdun ved Meuse. Verdun blev betragtet som en erstatning for den mistede fæstningsby Metz, hvis gamle befæstninger blev kraftigt udbygget af Tyskland. Området omkring Metz skulle efter den øverste tyske hærledelses forestillinger udgøre et glacis, hvor Frankrig skulle forbløde i en forventelig revanchekrig. Ved krigens begyndelse var der over 40 befæstninger i og omkring Verdun, herunder 20 forter og mellemværker (ouvrages), som var udstyret med maskingeværer, pansrede udkigs- og kanontårne og med kasematter. Verdun var dermed et af de bedst forsvarede steder. En yderligere årsag til den særlig omfattende udbygning af fæstningen Verdun var den beskedne afstand på 250 km til Paris og byens placering ved en af hovedvejene.
Allerede mellem 22. og 25. september 1914 var det kommet til kampe ved Verdun, og den tyske fremmarch i Meuse området blev stoppet. Under indtryk af den enorme ødelæggelseskraft, som det tyske belejringsartilleri havde vist ved Namur og Liege, sås betydningen af stærke fæstningsanlæg ved et kraftigt angreb med belejringsartilleri under en ny synsvinkel. Det, og den omstændighed at krigens parter koncentrerede grænseslaget om andre frontafsnit, førte efter en revurdering til, at Verdun blev tillagt en lavere militær betydning. Den franske overkommando under general Joffre erklærede Verdun for et roligt frontafsnit. Den 5. august 1915 blev fæstningen Verdun endda nedklassificeret til at være centrum i Région Fortifiée de Verdun – RFV (Den befæstede region Verdun). I de følgende måneder blev der i konsekvens heraf fjernet 43 svære og 11 lette artilleribatterier fra fæstningsringen, og hovedparten af maskingeværerne på forterne blev overdraget til feltenheder. Der var herefter kun tre divisioner fra 20. korps tilbage i området: 72. reservedivision fra området ved Verdun, 51. reservedivision fra Lille og 14. regulære division fra Besançon. Den 37. division fra Algeriet lå i reserve.

## Slagets forløb

### Forberedelse af den tyske offensiv
Allerede i slutningen af 1915 begyndte forberedelsen af det tyske angreb. Inden for et lille område blev der opstillet 1.200 artillerikanoner, mens 1.300 jernbanetog kørte 2,5 mio. artillerigranater frem til fronten. 12 flyenheder og fire jagereskadriller med i alt 168 fly blev underlagt 5. armé. Hvert korps fik en flyenhed og en artilleriflyenhed tildelt, hver division en flyenhed. Kampområdet blev fuldstændig fotograferet fra luften . Den 6. februar blev staben fra 12. infanteribrigade lagt sammen med den allerede ankomne ledelse af 6. infanteridivision i Billy. For ikke at henlede fjendens opmærksomhed på planen måtte indskydningen af kanonerne ske lidt efter lidt, hvilket førte til en lang forberedelsestid. Nat efter nat udgravede man på tysk side angrebsstillinger, som man camouflerede, så de ikke kunne ses fra luften. Jagerne fløj til stadighed patruljer for at forhindre fjendtlig luftrekognoscering. Til bekæmpelse af fransk infanteri opstillede den tyske hær artilleri med kalibre på mellem 7,7 cm og 21 cm, mens der blev opstillet kanoner med længere rækkevidde til at beskyde de franske forsyningslinjer. Hertil kom bl.a. 21 cm morterer, som var særligt slagkraftige. Desuden opstillede hæren 17 morterer med en kaliber på 30,5 cm. Det tungeste tyske skyts, som blev transporteret ind i angrebsområdet, var to 38 cm skibskanoner (kaldet ”Lange Max”) og 13 morterer med en kaliber på 42 cm („Dicke Bertha“). Troppestyrken i 5. armé blev ligeledes kraftigt udvidet med yderligere 10 divisioner, herunder seks regulære. Det var planen, at 12 regimenter skulle indsættes i det første angreb: 7. reservekorps (fra Westfalen og Rheinland) i nord, 18. armekorps (fra Hessen) i centrum og 3. armekorps fra Brandenburg i syd.
Trods gentagne advarsler fra efterretningstjeneste blev den franske militære ledelse først den 10. februar klar over, at et angreb var umiddelbart forestående ved Verdun. Angrebet var planlagt til den 12. februar, men på grund af haglvejr blev det udskudt. Joffre gav ordre til at overføre forstærkninger til Verdun, og samtidig begyndte garnisonen i Verdun efter ordre fra byens kommandør, general Herr, at etablere nødtørftige feltbefæstninger. Ganske vist var der gravet et system af simple skyttegrave foran forterne ved Verdun, men de var ikke beregnet til at opfange et storstilet angreb. Da vejret klarede op den 20. februar, fastlagde den tyske generalstab angrebets start til den følgende morgen.

### De første fire dage
Om morgenen den 21. februar 1916 kl. 8.12 tysk tid (7.12 fransk tid) affyrede en tysk 38 cm skibskanon, som var placeret i Warphémont skoven
49°21′31.54″N 5°36′17.88″Ø / 49.3587611°N 5.6049667°Ø
en granat mod Verdun 27 km borte. Granaten skulle ødelægge en bro over Meuse, men ramte ved siden af og eksploderede enten ved siden af byens domkirke eller i nærheden af banegården. Herefter åbnede 1.220 tyske kanoner samtidig ild mod de franske stillinger og baglandet. Det tunge skyts foretog herefter en ni timer lang beskydning uden ophør og med en intensitet, som var uden fortilfælde i militærhistorien. Både angriberne og forsvarerne var forbløffede og chokerede over den voldsomme virkning af dette bombardement. Feltkanoner af mindre og middelstor kaliber beskød de forreste franske linjer, mens det tunge skyts blev rettet mod den anden og tredje forsvarslinje, og det tungeste skyts fyrede løs på de franske forsyningslinjer og de vigtigste franske fæstningsværker. Ad de nært placerede forsyningslinjer med frontjernbanen kunne artilleriet forsynes med tilstrækkelig ammunition til, at der på det samlede frontafsnit var mulighed for at opnå ca. 100.000 granatnedslag i timen. Omkring kl. 13.30 blev beskydningen yderligere forøget med 150 minekastere, som foranledigede voldsomme ødelæggelser i de franske skytte- og løbegrave. Højdepunktet af dette inferno blev nået kl. 16.00, da det tyske artilleri gik over til trommeild mod de franske linjer. De tyske artillerister skød som i trance under indsats af al deres fysiske styrke og til grænsen af skytsets ydeevne. En regn af granater faldt ned over forsvarerne og blev betragtet med en forbavset hovedrysten af de tyske soldater i skyttegravene, så overraskede og chokerede var de over, at noget sådant overhovedet var muligt. (Denne erfaring blev samme år de tyske tropper til del ved Somme, hvor briterne med legende lethed overgik denne beskydning, som hidtil var blevet anset for umulig).
I mellemtiden stod seks tyske infanteridivisioner klar til angreb. Først blev der sendt små grupper frem, som skulle undersøge det sønderskudte terræn og finde de steder, som ikke længere kunne forsvares, og det derfor var bedst at sætte angrebet ind imod. Disse stormtropper var som specialenhed trænet i at løbe og skyde, en teknik, som var blevet udviklet af kaptajn Willy Rohr i 1915 og beordret generelt indført af Falkenhayn. Stormtropperne angreb med opplantet bajonet og var udstyret med patronbælter med 90 skud og påhægtede sandsække med stavhåndgranater og gasmasker. Nogle bar flammekastere, og nogle havde store pionerskovle, så de hurtigt kunne omdanne erobrede skyttegrave og stillinger til egne forsvarsværker. Desuden var de fleste af dem trænet i brug af fjendtlige våben, frem for alt maskingeværer og håndgranater, så erobrede våben straks kunne tages i anvendelse. Spidserne på pikkelhuerne var blevet afmonteret, så de ikke kom til at sidde fast i pigtråden. Nogle få soldater var udstyret med stålhjelm model 1916, den hjelm som i tre årtier skulle blive symbol på tysk infanteri.
Den første angrebsbølge, som blev sendt af sted kl. 17.00, bestod af spejdere og stormtropper, men også af artilleriobservatører og ingeniørtropper (pionerer). Bag dem rykkede den store masse af artilleriet frem, som ligeledes var udstyret med redskaber til ombygning af de erobrede stillinger. De tyske tropper havde udtrykkeligt fået besked på først blot at rekognoscere området, indtage de forreste franske skyttegrave og forberede dem til at modstå eventuelle franske modangreb. De tyske fly beherskede luftrummet, opdagede franske troppekoncentrationer og bombarderede batterier, flyvepladser og forsyningsinstallationer. .
Det 7. reservekorps under general Johann von Zwehl overhørte disse ordrer og trængte frem til Bois d'Haumont, som blev indtaget efter fem timers kamp. Da general Schmidt informerede von Knobelsdorf om de indledende tyske sejre, befalede han: „Gut, denn man alles heute nehmen!“ (Dvs. så indtag også det resterende område med det samme). 18. armékorps, som skulle angribe Caures-skoven, havde det svært, da det der stødte på jægerbataljonen under oberst Driant, hvor mange havde overlevet trommeilden på grund af de udbyggede stillinger og nu forsvarede deres frontafsnit til det sidste (af 600 mand var der til aften kun 160 klar til indsats). 3. armékorps sad fast foran de franske stillinger i Herbebois.
Efter den første dag måtte tyskerne konstatere, at trods det massive artilleribombardement var den franske modstand langt mere sej end forventet. På slagets første dag blev ca. 600 tyske soldater dræbt eller såret. Hvis kronprins Wilhelm havde givet ordre til et direkte massivt infanteriangreb tidligt på formiddagen, ville de ødelagte franske stillinger være blevet indtaget, og fæstningen Verdun være faldet. Det er i hvert fald holdningen blandt de fleste historikere. Men den meningsløse kamp fortsatte i måneder.
Den 22. februar fortsatte den tyske hær ganske uanfægtet sit angreb. De franske soldater forsvarede sig i isolerede modstandslommer, men kunne ikke stoppe den tyske fremrykning. Det kom til særligt heftige kampe i Bois des Caures mellem de overlevende forsvarere fra chasseurs à pied og hessiske tropper bl.a. infanteriregimenterne Nr. 81 (Frankfurt am Main), 87 (Mainz) og 115 (Darmstadt). Det lykkedes infanteriregiment 159 fra Mülheim an der Ruhr at indtage landsbyen Haumont. Desuden blev Bois de Champneuville og Bois de Brabant indtaget.
Den 23. februar fulgte heftige kampe om landsbyerne Brabant og Wavrille foruden Herbebois. Under kamp om Samogneux kom til en tragisk hændelse. Tyske tropper havde indtaget Samogneux, men var kort efter blevet slået tilbage af et fransk modangreb. De franske artillerister tog landbyen under beskydning, fordi de troede, at byen fortsat var på tyske hænder. Herved forårsagede de svære franske tab og jævnede vejen for et nyt tyske angreb, som endeligt sikrede dem kontrollen med Samogneux. Der blev ikke meldt om større sejre.
Den 24. februar indtog 18. armékorps Beaumont, trods at franske maskingeværstillinger dræbte eller sårede talrige angribere. Desuden blev landsbyerne Samogneux, Brabant, Wavrille, Herbebois, bakke 344, Vaux-krydset og skovene Caures, Chaume og Wavrille indtaget. De to franske divisioner, som skulle forsvare frontbuen fra skoven Herbebois til Meuse (51. und 72.), havde om aftenen den 24. februar tab på omkring 60 %, hvilket sammen med den manglende artilleristøtte bidrog til en farlig svækkelse af moralen. De tyske terrængevinster var på denne dag de største siden offensivens start. Derfor tog general Herr rømningen af den højre bred af Meuse under overvejelse. Imidlertid befalede general Joffre med trussel om henrettelse ved en standret, at enhver stilling skulle holdes. Som forstærkning blev den 37. algierske division hentet frem fra reserven, og tre regulære infanteridivisioner blev forlagt til fronten (16., 39. og 153.). Ved hjælp af den klare tyske overlegenhed i luften med 168 fly og talrige forankrede balloner var de franske styrker tvunget til at evakuere forterrænet foran de befæstede højdedrag (plaine de la Woëvre), da de godt styrede tyske kanoner kunne beskyde klare mål.
Den 25. februar nåede de hessiske tropper frem til landsbyen Louvemont og blev stoppet af flere maskingeværer. Efter en morderisk kamp over to timer blev landsbyen indtaget, men der var ikke kræfter til en yderligere fremrykning. De store tab skyldtes ikke kun direkte maskingeværild, men skyldtes også fransk artilleribeskydning, som kunne ramme tyskerne i ryggen fra den anden side af Meuse. Nu viste det sig første gang med al mulig tydelighed, at kronprinsen havde haft ret i sit krav om at måtte angribe på begge sider af floden. De tyske angreb rettedes fortsat mod landsbyen Bezonvauz, som blev forsvaret af 44. franske infanteriregiment. Franskmændene ydede forbitret modstand, men det lykkedes tyskerne at få kontrol over landsbyen ved mørkets frembrud. Bezonvaux var på dette tidspunkt reduceret til ruiner. Den samme dag lykkedes det tyske soldater at erobre Fort Douaumont i en håndevending.

### 26. februar – erobringen af fort Douaumont
Fort Douaumont var blevet opført i 1885 og var dengang det mest moderne franske forsvarsanlæg i forsvarsringen omkring Verdun. Med fremkomsten af det nye kanoner, som uden problemer kunne gennembryde de hidtidige sten- og murstensfæstninger, måtte anlægget fornyes allerede i 1888. Taget over den centrale kaserne blev i tidens løb forstærket med et betonlag på 2,5 meter og de østlige kasematter fik tilføjet et lag på 1,5 meter. Han håbede med disse tiltag at kunne modstå selv de tungeste, tyske kanoner af kaliber 380 og 420 mm, hvilket også stort set lykkedes. Først i sensommeren lykkedes det tyskerne med en ny, yderst træfsikker 400 mm morter at gennembryde betonen og få en træffer i det der placerede lazaret. Trods det var fortet i lang tid det sikreste sted i kampområdet. Desuden blev der i forbindelse med, at Verdun blev nedklassificeret Zone Fortifiée de Verdun, fjernet hovedparten af de kanoner, som vr placeret i fæstningen, således at der under det afgørende tyske angreb kun var en 155 mm kanon til rådighed.
Det 24. infanteriregiment fra Neuruppin i Brandenburg fik den 25. februar ordre til at forskanse sig ca. 1 km fra Fort Douaumont for at kunne understøtte 12. grenaderregiments fremrykning mod landsbyen Douaumont. Regimentets soldater arbejdede sig dog på egen hånd frem til fortet og slog den forsvarende 37. franske diision tilbage. Fortets garnison havde bortset fra kanonmandskabet trukket sig tilbage til de underste kasematter, så tyskerne blev ikke bemærket. En underofficer Kunze opdagede en skakt, som førte direkte ind i fortet, og som han ved at opstille sin gruppe i en menneskelig pyramide kunne komme ind i. Da kanonmandskabet så ham, flygtede de straks ned i de nedre kasematter for at advare deres kammerater. Mens Kunze undersøgte den øverste etage, sikrede løjtnant Radtke, kaptajn Haupt og nogle af deres soldater sig ligeledes adgang. Premierløjtnant von Brandis sluttede sig først senere til dem. Den franske garnison på 67 soldater blev overrumplet af ca. 20 tyskere, uden at et eneste skud blev affyret, og blev tvunget til at overgive sig. Det stærkeste fort i forsvarsringen var hermed faldet i tyske hænder. 32 angribere var faldet, og 63 var blevet såret.
Erobringen af Douaumont blev i Tyskland fejret som en stor sejr. Mange aviser udkom i ekstraudgaver, og mange steder lod man kirkeklokkerne ringe. Frankfurter Zeitung erklærede i en ekstraudgave fra 26. februar 1916 fuld af nationale følelser:
| Citat | Stejl og utilnærmelig rager Douaumonts lange, kolde ryg op over de omkringliggende skovklædte bakker. Langt over det bølgende landskab på Woëvre-sletten i øst og den dybe Meusedal i vest. Over næsten fire kilometer strækker der sig på dette højdedrag de 14 fæstningsværker i retning mod nordvest mod Louvemont, den stærkeste panserkæde i den gamle Verdun fæstning. De skovklædte skrænter mod øst sikres af nogle få fremskudte, men tilsyneladende fremragende placerede befæstninger. På toppen af Douaumont ligger i 338 meters højde det erobrede panserfort. Det er det stærkeste fort omkring Verdun, ganske moderne med betonpanserkupler og udstyret med alle tekniske hjælpemidler i rigeligt mål. Vore svære kanoner har her virket lige så ødelæggende og nerverystende, som da de dagen før hjalp vore vakre stormkolonner med at bane sig vej gennem fjendens tætte skovstrækninger. Detaljerne om erobringen mangler stadig. Af størrelsen og hurtigheden af denne sejr, som kroner det forudgående, kan man imidlertid aflæse den absolutte sikkerhed, hvormed stormen er foregået, det uforlignelige samarbejde mellem alle våbenarter, det pinligt nøjagtige fremsyn i hærledelsen om helheden og troppernes kraftfulde indgriben i detaljen. Märkerne (tropper fra Mark Brandenburg), som gennemførte stormen med gammelpreussisk kraft, har gennemført en af de smukkeste våbendåde i denne krig. Vi angriber måske på en anden måde i dag end i begyndelsen af krigen, men vi angreber bestemt ikke dårligere, det er præstationer og sejre, hvor det ofte usynlige, møjsommelige og tålmodige forarbejde af tusindvis af hoveder og utallige hænder ligger bag. Det er teknisk og militært kvalitetsarbejde af højeste karat. Ved således at indsætte alle kræfter på det rette sted er det frem for alt lykkedes at undgå menneskelige tab, og det er kommet til at virke, som om operationen næsten var et uomgåeligt naturfænomen. Det er derfor ikke umagen værd at tilbagevise historierne om "bjerge af lig", som fjendens hysteriske beretninger til stadighed tildeler os, det er virkelig ikke umagen værd! | Citat |
|       | |       |

Premierløjtnant von Brandis og kaptajn Haupt modtog ordenen Pour-le-Mérite, løjtnant Radtke fik i første omgang ingenting og måtte efter krigen nøjes med et signeret billede af kronprinsen. Kort efter blev han forfremmet til kaptajn af reserven. Efter tyskernes erobring af fort Douaumont herskede der bestyrtelse i Frankrig, da det syntes, som om Verduns fald var umiddelbart forestående. Som særlig skandaløst blev det betragtet, at fortet faldt i tyske hænder uden nævneværdig modstand. Selv om fort Douaumont inden den tyske offensiv havde mistet meget af sin betydning og indimellem endda blev planlagt sprængt, besluttede man på fransk side, at det måtte tilbageerobres for enhver pris.
Den 26. februar blev det også meddelt, at nogle infanteristillinger i mellemstillingen Ouvrage de Hardaumont var blevet erobret. Herefter gik angrebet i stå. Fra kilderne i overkommandoen kan man udlede, at denne dag blev betegnet som den første, hvor man ikke kunne melde om bevægelse af fronten.

### Styrkelsen af den franske front ved general Pétain
Den 26. februar blev general Pétain, som ved krigens udbrud havde stået overfor pensionering som brigadegeneral, udnævnt til ny øverstkommanderende for den 2. franske armé og overtog dermed ansvaret for forsvaret af Verdun. Da Pétain havde kæmpet med tyskerne i skyttegravene, vidste han, at det aldrig ville lykkes tyskerne at indtage
fjendens stillinger en efter en i første forsøg. Derfor anbefalede han i et memorandum overkommandoen, at der kun skulle gennemføres meget begrænsede offensiver, som ikke nåede længere frem, end at artilleriet fortsat kunne yde beskyttelse. Ligesom Falkenhayn argumenterede han for en udmattelseskrig, hvor sejren blev opnået ved at udmatte modstanderen.
Med disse overvejelser og den klare overbevisning, at det havde været en alvorlig taktisk fejl at begrænse det tyske angreb til kun at omfatte den højre Meuse-bred, gav Petain ordre til, at den indre forsvarsring omkring Verdun skulle udbygges til det, han betegnede som en pindsvinestilling, hvor artilleriet til enhver tid skulle kunne bringe de tyske angreb til standsning. Han lod ti batterier 155 mm artilleri tage opstilling på den venstre bred, hvorfra de tilføjede 7. reservekorps alvorlige tab ved beskydning i flanken. De franske artillerister havde fået frie hænder til selv at vælge mål og omfang af beskydningen, og desuden havde de frit udsyn til de tyske stillinger, så træfsikkerheden var særdeles høj.
Blandt general Pétains andre tiltag kan udover ændringer i den franske taktik med styrkelse af artilleriet også nævnes den mere effektive organisering af forsyningstjenesten. Den eneste forsyningsrute, som ikke kunne beskydes af det meste af det tyske artilleri, var vejen mod Bar-le-Duc. Det står ikke klart, hvorfor der ikke blev givet ordre til en direkte, massiv beskydning af denne forsyningsrute med det langtrækkende tyske artilleri. På grund af den uhyre koncentration af køretøjer og tropper på denne strækning ville det sikkert føre til panik på vejen og dermed en afbrydelse af forsyningerne. Kun nogle få tyske kanoner beskød vejen ved uregelmæssige mellemrum, hvilket ikke i større grad gav franskmændene problemer med forsyningerne. Vejen fik af Maurice Barrès tildelt navnet La Voie Sacrée, Lidelsesvejen som et tegn på, at de menneskelige lidelser her på vej til fronten kunne sammenlignes med Jesus' vej til korset.
Via La Voie Sacrée ankom en endeløs strøm af lastbiler, som var rekvireret i hele Frankrig, til byen. Hvis en vogn gik i stykker, blev den blot skubbet til siden for at forhindre kødannelser. En reservedivision fik til opgave at holde vejen i stand. Troppen måtte marchere gennem markerne ved siden af vejen, for ikke at afbryde strømmen af lastbiler. I starten af slaget blev der dagligt ført 1.200 ton materiel og forsyninger på 3.000 køretøjer til fronten. Der blev rekvireret lastbiler fra hele Frankrig, og i løbet af slaget nåede man op på 12.000 køretøjer. Transporterne ad "Voie Sacrée" betød, at den franske armé efterhånden blev jævnbyrdig med de tyske angribere både hvad angik udstyr, tropper og frem for alt tungt skyts.
Afgørende for, at den franske front holdt stand, var det af Pétain indførte reservesystem, hvor de kæmpende divisioner efter kort tid ved fronten blev forlagt til reservestillinger og andre frontafsnit. De korte intervaller ved fronten i Verdun havde en tydelig effekt på troppernes moral og modstandskraft. Ind til krigens slutning kæmpede 259 af de 330 franske infanteridivisioner i en eller flere perioder ved Verdun.
Endelig var Pétain også ansvarlig for den nye taktik i luften. Jagerfly blev indsat i eskadriller mod de tyske rekognosceringsfly og opnåede herigennem overlegenhed i luften. Den 6. marts henvendte Pétain sig til sine soldater og opfordrede dem til at stå fast overfor tyskerne:
| Citat                                     | Siden den 21. februar har kronprinsens armé angrebet vore stillinger ved Verdun af alle kræfter. Aldrig før har fjenden i den grad anvendt artilleri og granater. Han har allerede indsat sine bedste armékorps, som han i flere måneder har holdt tilbage, på slagmarken til sidste mand. Han fornyer sine infanteriangreb uden hensyntagen til store tab. Dette beviser alt sammen, hvilken værdi Tyskland tillægger denne offensiv, den første i stor stil, som i over et år forsøges på vores front. Det haster med at opnå en sejr, som kan afslutte krigen, under hvilken hans befolkning lider i stadig stigende grad. Drømmene om udvidelse af krigen til Orienten svinder. De voksende russiske og britiske hære giver anledning til ængstelse. Et opråb fra kejseren, som en overløber har givet os, er en bekendelse af de sande årsager til dette fortvivlede angreb: "Vort Fædreland", skrev han, "er tvunget til dette angreb, men vor jernvilje vil knuse fjenden. Derfor giver jeg befaling til angrebet". Deres jernvilje vil blive brud af vor standhaftighed, således som i Lorraine, i Picardiet, i Artois, ved Ypres, og i Champagne. Til sidst vil vi betvinge dem, og denne forgæves fortvivlede kraftanstrengelse, hvor de ofrer de bedste af deres tilbageværende tropper, vil blive optakten til deres sammenbrud. Hele Frankrig ser på os. Endnu en gang forventes det, at enhver gør sin pligt til det sidste. | Citat |
| Kommanderende general for 2. armé. Petain | |       |

### Kampene indtil starten af marts 1916
Få dage efter erobringen af Fort Douaumont gennemførte de tyske tropper angreb på den mere vestligt beliggende landsby Douaumont. Med støtte fra maskingeværskytter, som havde forskanset sig i fortet, angreb det 24. brandenburgske infanteriregiment de franske stillinger i landsbyen, men blev slået tilbage med store tab. Et saksisk regiment – 105. infanteriregiment – som ligeledes gennemførte et stormangreb på Douaumont, kom under kraftig artilleribeskydning og måtte trække sig tilbage med store tab. Et fremstød med 1. bataljon af 12. grenaderregiment under kaptajn Walter Bloem mislykkedes også. Særligt kraftige kampe bølgede frem og tilbage mellem den 27. februar og 2. marts. Den 27. februar kom den alvorligt sårede franske kaptajn Charles de Gaulle i tysk fangenskab. Den franske modstand skulle nu brydes ved at flytte det tyske artilleri stadig tættere på fronten. Frem til 2. marts besatte tyskernes 52. infanteriregiment fra Cottbus det, som var tilbage af landsbyen. Erobringen af landsbyen havde været særdeles kostbar for de tyske tropper.

Allerede den 27. februar havde det schlesiske 5. reservekorps fået til opgave at erobre Fort Vaux, som var mindre og svagere end Fort Douaumont. For at imødegå det ventede angreb havde det imidlertid fået en stærk forsvarsberedt besætning. Angrebet mod Fort Vaux udviklede sig til en blodig affære, da de tyske tropper blev taget under beskydning fra det højereliggende Fort Vaux, fra landsbyen Vaux, fra Cailletteskoven samt fra den anden side af Meuse. Angrebet blev standset af frasnke modangreb. Den 8. marts havde tyskerne erobret en del af landsbyen Vaux og havde arbejdet sig indtil 250 meter fra fortet. Franskmændene holdt imidlertid stand i det indre af fortet, og deres artilleri beskød nu konstant højdedraget på de angribende tyskeres side. Den 9. marts udgik der fejlagtigt melding om, at de tyske tropper var trængt ind i fortet, og at det var faldet. OHL lod straks straks følgende ilmelding udsende:

"Landsbyen og panserfæstningen i Vaux indtaget"
Store hovedkvarter, 9. marts. – Vestfronten:
Artilleribeskydningen mangedobledes på begge sider. Franskmændene havde generobret den vestlige del af slugten ved avlsgården Maisons de Champagne, hvor der i går blev kæmpet med håndgranater. Vest for Meuse er vore tropper beskæftiget med at fjerne resterende franske modstandslommer. Øst for floden blev landsbyen og panserfæstningen Vaux samt talrige tilhørende befæstninger indtaget efter grundig artilleriforberedelse med henblik på at forkorte fronten syd for Douaumont med linjerne i Woëvre. Det skete under ledelse af chefen for 9. reservedivision infanterigeneral v. Guretzky-Cornitz med de posenske reserveregimenter nr. 6 og 19 i et glimrende natligt angreb.
Da den tyske generalstab blev klar over, at Fort de Vaux rent faktisk ikke var faldet, gav den ordre til, at Fort Vaux skulle indtages. Den 10. marts gennemførte de tyske tropper flere stormangreb, som slog fejl på grund af store tab. Den øverste hærledelses meddelte den 10. marts blot dette herom:
Imod vor nye front vest og syd for landsbyen samt ved fæstningen Vaux gennemførte franskmændene kraftige modangreb. I den forbindelse lykkedes det fjenden igen at få fæste i panserfæstningen. Bortset fra det blev angrebene afvist med store tab.

### Offensiverne mod højdedrageneLe Mort Hommeog304
Med baggrund i den taktisk set fremragende placering af det franske artilleri på den vestlige Meusebred og den hermed forbundne mulighed for at ramme de tyske angribere østpå i ryggen, besluttede OHL at udvide angrebene på begge sider af floden. Terrænet på den vestlige bred var helt anderledes end på den østlige. Der var ingen skov og ingen slugter, men derimod åbent bakkelandskab. Falkenhayn, kronprins Wilhelm og general Schmidt von Knobelsdorf gav hermed efter for pres fra general von Zwehl, hvis tropper på venstre bred til stadighed lå under beskydning. For at tage højde for de uoverskuelige kampe og for at opnå taktiske fordele blev angrebsstyrkerne omorganiseret og sammenlagt. På østbreden blev der den 19. marts dannet Angriffsgruppe Mudra under general von Mudra, som omfattede alle korps i dette kampområde (den 19. april blev den omdøbt til Angriffsgruppe Ost).
Allerede den 6. marts var den planlagte storoffensiv fra Angriffsgruppe West begyndt. Den 22. reservedivision med schlesiere og württembergere under general von Gallwitz angreb i to spydspidser de franske stillinger på venstre bred af Meuse efter kraftig artilleriforberedelse. Efter heftige kampe lykkedes det den 7. marts at erobre landsbyerne Regnéville og Forges samt de strategisk vigtige højdedrag Côte de l'Oie og Côte de Poivre. Den 67. franske infanteridivision brød sammen under angreb, og der blev taget over 3.300 usårede til fange.
Samme dag trængte tyskerne frem til Bois des Corbeaux og Bois de Cumières, som i deres nordvestligste udløbere indeholdt et strategisk vigtigt højdedrag, som blev kaldt Le Mort Homme. Denne bakke med to toppe (højde 265 og højde 295) havde fået sit navn efter et uidentificeret lig, som blev fundet dér i det 16. århundrede. Vest for Le Mort Homme ligger den såkaldte højde 304, som også blev mål for de tyske angreb. Bag disse to bakker lå de batterier af svært artilleri, som Pétain havde opstillet, og som tilføjede tyskerne på højre bred af Meuse store tab. Om aftenen den 7. marts havde de tyske tropper indtaget en del af højde 304, men allerede dagen efter trængte et beslutsomt fransk modangreb under premierløjtnant Macker dem igen tilbage.
Ved et yderligere fransk angreb den 10. marts led franskmændene store tab, bl.a. også premierløjtnant Macker ved artilleribeskydning. Uden deres leder gik angrebet i stå, og soldaterne trak sig tilbage. Herefter kunne tyskerne endelig indtage Bois des Corbeaux og koncentrere sig om Le Mort Homme.
Den 14. marts lykkedes det endelig for schlesierne at indtage toppen på Mort Homme. Små terrængevinster blev af propagandaen på begge sider fremstillet som store sejre, således f.eks. de franske stillinger nordøst for Avocourt, som blev erobret af bayerske regimenter og württembergske Landwehrbataljoner deb 21. marts, stormen på højderyggen sydvest for Haucourt to dage senere eller erobringen af landsbyen Malancourt af schlesiske tropper den 30. marts. Gennem hele marts måned fortsatte de udmarvende og yderst brutale kampe, uden at det kom til nogen klar afgørelse.

### Marts 1916: Det franske forsvar på østbredden af Meuse
På Meuseflodens højre bred var det ikke muligt at fordrive franskmændene fra deres stilling vest for landsbyen Douaumont. Ligeledes havde de også fortsat stærke stillinger på Thiaumonthøjderyggen med Ouvrage de Thiaumont, den tilhørende kæde af infanteristillinger og ammunitionslagre, stillingen Les Quatre Cheminées samt den den længere tilbage mod Verdun liggende stilling "Ouvrage D", som på grund af udformningen blev kaldt Ouvrage de Morpion eller fladlus. Stillingen omfattede også Fort de Souville og Ouvrage de Froideterre på højdedraget Froideterre, hvorfra den voksende trafik med forsyninger til Fort de Douaumont kunne generes i betydelig grad. Fort de Douaumont var, efter at det var blevet erobret af tyskerne, blevet til depot for ammunition, lægemidler og fødevarer og blev også anvendt af ankommende tropper til beskyttelse og hvile før stormen. Fortets kampkraft var ikke stor, da de forhåndenværende 155 mm kanoner ikke kunne drejes, så de pegede mod byen eller de franske linjer i øvrigt. Det blev derfor i den følgende tid kun brugt som lyssignalstation. Det lange og bekostelige, men i sidste ende vellykkede fremstød fra de brandenburgske og hessiske regimenter mod Cailletteskolen kunne i mellemtiden ikke længere understøttes af de sædvanlige skyttegravssystemer. På grund af den kraftige franske artilleribeskydning måtte de angribende tropper søge tilflugt i bombekratere. Maskingeværstillingerne overfor højdedraget Froideterre og Fort Souville havde kontrol over området ved dagslys, således at udbygning af stillingerne, fremføring af forsyninger og udskiftning af tropper kun kunne ske om natten. En tilsvarende situation var opstået ved Fort Vaux. Reserverne til fastholdelse af det fastkørte angreb blev ført frem ad en vej over Vauxdiget, som de franske artillerister udmærket kendte og kunne iagttage og beskyde fra Nez de Souville. Den daglige beskydning krævede frem til december 1916 tusindvis af faldne, og vejen til fronten fik navnet Todespfad (dødsstien).

### April 1916: Intet nyt fra Vestfronten
Hele fronten langs den vestlige bred af Meuse forblev langs højdedragene, og slaget udviklede sig i løbet af de næste 30 dage mere og mere til en ren artilleriduel. De tyske troppers erobring af toppen af højdedraget Mort Homme blev besvaret af franskmændene såvel militært som propagandamæssigt. De erklærede det andet sydligere højdedrag, som de fortsat holdt, til hovedmålet, for derigennem at berøve tyskerne en symbolsk triumf. Den 6. april kunne OHL meddele, at landsbyen Haucourt ved foden af Cote 304 var indtaget, og at der var taget 540 til fange.
Den 9. april blev der truffet afgørelse om at gennemføre en ny offensiv med et massivt angreb langs den nu 30 km lange front. Allerede på førstedagen mente de tyske stormtropper, at de havde indtaget toppen på højde 304, men det viste sig, at det højdepunkt, som var blevet nået, blot var et i nærheden. Såvel Le Mort Homme som Cote 304 var nu så godt som hele tiden under artilleribeskydning fra begge sider for at tilføje modstandernes stadige infanteriangreb de størst mulige tab og ødelægge deres artilleristillinger. Disse mål blev næsten altid nået.
Hvis en stilling var blevet erobret, måtte den udbygges og beskyttes mod det uundgåelige modangreb.
Under disse umenneskelige omstændigheder var det imidlertid uhyre vanskeligt for infanteristerne at grave huller, da der udover den stadige granatbeskydning dagen igennem også var talrige snigskytter. Samtidig frøs jorden i den kolde april måned i 1916. Kampen om højdedraget Le Morte Homme og højde 304 var blevet symboler på en helt igennem menneskefjendsk krig: Soldaterne blev ofre for artillerigranaterne uden blot at have set fjenden. Den franske kaptajn Augustin Cochin fra 146. infanteriregiment, som mellem den 9. og 14. april lå i stilling ved Le Morte Homme, så i hele perioden ikke en eneste angribende tysk soldat. Han beskrev dette helvede således: "De sidste to dage i isnende slam under forfærdelig artilleribeskydning uden anden dækning end de smalle skyttegrave ... Naturligvis havde tyskerne ikke angrebet, det havde også været for dumt ... Resultat: jeg ankom hertil med 175 mand og vender tilbage med 34, hvoraf nogle er blevet halvgale. De svarede ikke længere, når jeg talte til dem."
Efter blot fire dage gik også det nye tyske angreb i stå. Denne gang også på grund af strømmende regn, som stort set fortsatte i resten af måneden og medførte en begrænsning af begge siders offensive handlinger. Under betingelserne i slaget om Verdun ville det sige, at angreb blev besvaret med modangreb, det betød også en vedvarende kamp på håndgranater, nærkamp med spade og bajonet, udbygning af stillinger, og ikke mindst artilleribeskydning hele tiden, dag og nat. De stort anlagte offensiver til erobring af højdedragene blev indstillet, men kampen vest for Meuse var allerede efter 30 dage blevet til et eksempel på forblødning på begge sider, helt efter Falkenhayns forestillinger. Det vellykkede forsvar mod de tyske forsøg på at erobre højde 304 og Le Morte Homme fik den 10. april general Pétain til at udsende en meddelelse til soldaterne i 2. armé, hvor han opfordrede sine troppper til endnu større anstrengelser:
Le 9 avril est une journée glorieuse pour nos armées; les assauts furieux des armées du Kronprinz ont été partout brisés: Fantassins, artilleurs, sapeurs, aviateurs de la IIe Armée ont rivalisé d'héroïsme. Honneur à tous! Les Allemands attaqueront sans doute encore, que chacun travaille et veille pour obtenir le même succès qu'hier! Courage!… On les aura!… Ph. Pétain, [ordre du jour N° 94 du 10 avril 1916].
Den 9. april er en mindeværdig dag for vore arméer. De vilde angreb fra kronprinsens hære blev slået tilbage overalt. Infanterister, artillerister, pionerer og flyvere i 2. armé har kæmpet heltemodigt. Alle fortjener hæder! Tyskerne vil uden tvivl angribe igen, det må enhver give agt på og arbejde for at opnå en sejr som den i går. Fat mod. Vi klarer dem.
Philippe Pétain.
Den tiltro og urokkelige standhaftighed, hvormed Pétain forudsagde sejren for sine soldater bidrog i tiden efter krigen meget til hans ry som Frankrigs redningsmand og gjorde ham til en nationalhelt. Igennem hele april måned gav Pétain ordre til det heftige forsvar mod de tyske angreb ved fort Vaux og med højdedragene Mort Homme og Cote 304 og det samtidige ubarmhjertige fremstød mod hans centrale mål: generobringen af Fort Douauamont for derigennem at åbne en ny flanke mod tyskerne. Igennem hele april måned angreb de franske tropper på den østlige Meusebred mod de tyske stillinger foran Fort Douaumont om og om igen med forfærdelige tab, men indtil videre fik de ikke kontrol over månelandskabet.
Pétain, den mest vellidte general blandt soldaterne, den som i videst muligt omfang undgik tabsrige og udsigtsløse stormangreb og altid havde været modstander af den franske militærdoktrin offensive à l'outrance blev den 19. april udnævnt til øverstkommanderende for den den centrale franske armégruppe. Officlelt blev forsvaret af Verdun brugt som forklaring på denne forfremmelse efter kun to måneder på posten i Verdun. Uofficielt kan man pege på andre grunde til at fjerne Pétain: Joffre ville styrke andre frontafsnit og i overensstemmelse med aftalerne med briterne gennemføre et fælles angreb ved Somme. Hvis ikke denne store offensiv skulle bringes i fare måtte Joffre ændre det af Pétain indførte system med stadig og hurtig udskiftning af divisioner ved Verdun, da det bandt stadig flere tropper ved Verdunfronten. I modstrid med den oprindelige plan (angreb med 39 divisioner over en 40 km bred front) planlagde franskmændene allerede den 26. april kun at angribe med 30 divisioner over 25 km front ved Somme. Da slaget ved Somme rent faktisk startede, kunne franskmændene kun indsætte 12 divisioner over en 15 km bred front. En ændring af systemet krævede imidlertid en forsættelse af den, som havde indført systemet.

### April – maj 1916: Pétains forflyttelse – starten på de franske offensiver
Den nye chef for den 2. franske armé blev general Robert Nivelle, som tilstræbte at føre en mere aggressiv taktik og lod sine divisioner blive meget længere ved fronten. Han var helt i stil med Joffre en tilhænger af den franske offensive à l'outrance taktik og gjorde brug af den i sin krigsførelse. Igen og igen lod han i de følgende måneder sine soldater storme de tyske stillinger i udsigtsløse og brutale angreb uden derved at opnå større forskydninger i fronten. De franske kommandanter adlød ordrerne fra hovedkvarteret og lod tropperne løbe storm mod de tyske stillinger og forsvare egne skyttegrave til døden. Det skete bl.a. for at undgå at blive ramt af den udsendte forholdsordre om, at enhver soldat, menig eller general, ville blive degraderet i tilfælde af et tilbagetog og stillet for en krigsret.
I mellemtiden var der utilfredshed at spore på det øverste niveau i den tyske 5. armé. Da antallet af døde frem til maj var vokset til et enormt antal, bad kronprins Wilhelm den øverste hærledelse om at afblæse offensiven. Falkenhayn afviste dette tøvende, men kategorisk, da han fortsat gik ud fra, at franskmændene havde større tab og derfor betragtede offensiven som en succes. Det er imidlertid tvivlsomt, om han overhovedet havde overvejet en alternativ strategi, for en afbrydelse af offensiven ville have været det samme som at indrømme et nederlag. Frem til slutningen af maj var 170.000 tropper på begge sider enten dræbt eller sårede, men som allerede i de første måneder af slaget ved Verdun blev selv små fremskridt udbasuneret som store sejre. Den 8. maj blev 56. infanteridivisions erobring af nordsiden af højde 304 fremstillet som en stor strategisk sejr, "hvorved kun 40 officerer og 1.280 mand usårede faldt i vore hænder".
Den endelige erobring af toppen på Mort Homme og Cote 304 blev gennemført af enheder fra 4. og 56. tyske infanteridivision i begyndelsen af maj. Nu lå deres forsyningslinjer under morderisk beskydning fra fjenden, hvilket senere i slaget fik tyskerne til at bygge tre forsyningstunneler. Franskmændene forstærkede deres angreb mod de tyske stillinger på højene, og nærkampene under den ubarmhjertige artilleribeskydning fortsatte.

### Katastrofen i Fort Douaumont
Ligeledes den 8. maj indtraf der i det heftigt omstridte Fort Douaumont, som af tyskerne havde fået øgenavnet "Sargdeckel" (kistelåg), en eksplosionskatastrofe, som koste ca. 800 soldater livet. Hændelsen er til dels stadig uopklaret og vil forblive det, da alle, som kunne have forårsaget eksplosionen, omkom. Efter et yderligere mislykket angreb den 7. maj 1916 i retning mod Thiaumont havde elementer af 12. grenaderregiment og 52. infanteriregiment fra Brandenburg trukket sig tilbage til fortet for at hvile ud, inden et nyt angreb den følgende morgen. Da det 8. grenaderregiment, som var overført til Douaumont som forstærkning, ankom om morgenen den 8. maj, lød der råb om, at de sorte kommer, da der dukkede sorte ansigter op i trappeopgangen fra underetagen. De tyske soldater var meget bange for de franske kolonitropper fra Senegal og kastede håndgranater ned ad trappen. Dette var de første eksplosioner, som kunne høres. Som følge af de omkringflyvende granatsplinter blev en anden eksplosion udløst. Et depot af håndgranater sprang i luften, og den enorme chokbølge fik en etageadskillelse til at bryde sammen og begravede de fleste af soldaterne.
Senere undersøgelser viste, at de i underetagen oplagrede flammekastere måtte have lækket olie, og den antændtes i en stikflamme. Hvorfor olien var brudt i brand, kunne ikke opklares. De soldater, som var indsat i brandbekæmpelsen, fik sod i ansigterne, og nogle forsøgte at redde sig gennem den tykke røg ovenpå og ud i frisk luft. Da vagterne i overtagen imidlertid så de sorte ansigter, kastede de i panik håndgranater ned i underetagen. De fik efterfølgende et stort ammunitionsdepot, som indeholdt gamle franske 155 mm granater, håndgranater, flammekastere, lysraketter og artilleriammunition, til at springe i luften. Den voldsomme eksplosion sprængte loftet over underetagen. Over 800 mennesker blev dræbt ved eksplosionen, trykbølgen, det nedstyrtende tag eller ved at prøve at flygte ovenpå.
Den gængse teori går på, at tyske soldater ville opvarme deres mad ved at åbne stavhåndgranater for at antænde det sprængstof, som var i dem. Uden tændkapsel brænder ladningen kun langsomt. Herved blev flammekasterolien formentlig antændt, hvilket herefter udløste kædereaktionen.  En anden kilde beretter, at en soldat kradsede sin pibe ud, og derved satte ild på strå, som blev anvendt som liggerunderlag. Dette fik så flammekasterolien til at bryde i brand.
Tyskerne begyndte at samle ligene i granathuller udenfor fortet. Da antallet af døde blev stadig større, og da truslen fra det stadig mere træfsikre, franske artilleri voksede, blev det besluttet at placere de døde i frontkasematterne I og II og herefter tilmure disse. Der, hvor der i dag står et stort trækors i Fort Douaumont, er der blot tilmuret en udgang til den tidligere indre gård. Kasematterne I og II, som er anerkendt som officielle tyske krigergrave, ligger 20 meter længere bagved.

### Maj 1916: Kampen om Fort Douaumont
Franskmændene havde hele tiden opfattet erobringen af Fort Douaumont som et stort nederlag og ville generobre den stærkeste og strategisk vigtigste fæstning i forsvarsringen omkring Verdun. Efter at have iagttaget katastrofen besluttede Nivelle sig til en udvidelse af det angreb, som Pétain havde indledt mod Douaumont. Sammen med kommandanten for 5. infanteridivision, general Charles Mangin, som også ledede angrebet, planlagde han et storangreb for derved at udnytte fortets svækkede tilstand. Den 17. maj begyndte det franske artilleri det forberedende artilleribombardement og beskød de tyske stillinger på og omkring fortet med både konventionelle og gasgranater.
Da angrebet kom den 22. maj, kunne kommandanten på Douaumont ikke effektivt svare igen, da forbindelserne mellem fortet og de forreste linjer var afbrudt, og forsvarerne var begravede, gassede, knust eller sprængt i luften. Fortet var kun blevet nødtørftigt repareret af tyske ingeniørsoldater. Naturligvis ventede tyskerne et fransk angreb, men det kom alligevel som en overraskelse, da de dukkede op umiddelbart efter det sidste granatnedslag. Franskmændene løb de første skyttegrave over ende uden nævneværdig modstand og besatte dele af fortet. General Mangin meddelte allerede samme dag Nivelle, at Douaumont nu var helt under fransk kontrol, selv om tyskerne efter panik i starten nu ydede beslutsom modstand. Som følge af tysk og fransk spærreild var forbindelseslinjerne afskåret og fortet isoleret. Efter forbitrede og resultatløse nærkampe i fortets gange placerede tyskerne og franskmændene maskingeværer rundt omkring oven på fortet og beskød alt, hvad der bevægede sig. Efter to dages blodige kampe, hvorunder begge sider fik forstærkninger, besluttede den tyske kommandant på fortet sig for at anvende svære minekastere. De blev bl.a. brugt til beskydning af det af franskmændene besatte østlige pansertårn. Herefter angreb tyskerne de chokerede franskmænd med håndgranater. En anden enhed var i mellemtiden trængt bag om de franske gange og dukkede op i rykken på de franske tropper. Over 500 franskmænd blev taget til fange.
På baggrund af denne sejr fremførte tyskerne yderligere forstærkninger fra 1. armékorps. De skulle erobre de franske skyttegrave vest for fort Douaumont. Soldater kom til kampområdet efter en lang march fra bagområderne og oplevede nu for første gang de forfærdelige forhold ved fronten. De måtte angribe stillingerne på Thiaumont højderyggen, som det også med store tab lykkedes dem at nå frem til. På begge side oplevede man nu blodige tab som følge af nedslidte kanonrør. De kunne ikke skyde præcist, og granaterne slog ned i egne rækker.

### Juni 1916: Kampen om Fort Vaux
Efter at området omkring Fort Vaux havde været under angreb fra de tyske tropper i tre måneder, lykkedes det den 1. juni for veteraner fra 7. reservedivision fra Sachsen og Berlin endeligt at erobre Cailleteskoven. Desuden kunne tropper fra 1. infanteridivision rykke frem mod stillinger i Bois de Fumin og ved Vauxgrund. Da det således ikke længere var muligt at angribe Fort Vaux i flanken, benyttede man chancen til at gennemføre et nyt storangreb på fæstningen. Det skulle begynde allerede den 2. juni. Selv om den efterfølgende kamp om Fort Vaux kun var en lille episode i slaget, blev den alligevel gennemført med en intensitet og brutalitet, som selv i helvedet ved Verdun ikke blev overgået.
Fort Vaux ligger på Vaux-bjerget mellem fort Douaumont og Tavannes og blev bygget mellem 1881 og 1884 i den dengang sædvanlige stil. Som ved Fort Douaumont blev loftet forstærket i 1888 med et 2½ meter tykt betonlag, som blev placeret under 1 meter sand. Disse forstærkninger skulle modvirke effekten af de nye krumbanevåben. Fortet blev udstyret med en 75 mm kanon, som var indbygget i en stålkuppel, der kunne drejes. På hver side af kanonen var der bygget en observationskuppel. Omkring fortet havde de franske ingeniørtropper etableret et system af skyttegrave. Der var to, som forløb nord-syd og øst-vest og en dobbelt i det nordvestlige hjørne. Disse stillinger kunne nås gennem tunneler og var udstyret med maskingeværer. Udover den øvre kanon var der yderligere to 75 mm kanoner i casemates de Bourges, hvilket gjorde det muligt at beskyde hele området fra Douaumont, ravins de la Fausse Côte, Caillette- og Bazilslugten i nordvest til landsbyen og til batteriet ved Damloup i sydøst. Mellem 1910 og 1912 blev der gravet kommunikationstunneler, som forbandt de forskellige stillinger ved fortet.
Efter krigsudbruddet blev fortet forstærket med yderligere 6 75 mm kanoner og 4 hurtigskydende kanoner (canons revolvers), men i august 1915 begyndte man i forbindelse med nedklassificeringen af Verdun at fjerne kanonerne, så der til sidst kun var kanonen øverst oppe tilbage. Den var for vanskelig at afmontere. Dette var således situationen på fortet, da det tyske angreb begyndte. I løbet af denne blev det gentagne gange ramt af tyske granater. Den 24. februar blev det således ramt af en fuldtræffer med en 420 mm granat, som ødelagde lageret af tændsatser. Den 27. februar ødelagde yderligere en 420 mm granat 75 mm kanonens ståldrejetårn. På grund af ødelæggelserne og den stadige beskydning kunne man ikke igen installere kanoner i fortets casemates de Bourges. Derfor installerede man i stedet adskillige maskingeværer. De værste skader blev repareret af ingeniørtropper under ledelse af fortets major Sylvain Eugène Raynal fra 96. Infanteriregiment.
Raynal blev først udnævnt til fortets kommandant i slutningen af maj. Han var professionel soldat og var gentagne gange blevet såret i krigen. Hans seneste kvæstelser var så alvorlige, at han kun kunne gå med krykkestok. Han insisterede hårdnakket på igen at komme til fronten, hvad han til sidst fik lov til. Man mente, at en post som kommandant for et fort også var noget som en stærkt handicappet officer let kunne klare. I fredstid havde fortet en besætning på omkring 250 mand. I begyndelsen af juni 1916 var der imidlertid over 300 soldater stuvet sammen i fortet, da en del soldater efter den tyske fremgang på flankerne af fortet havde søgt tilflugt på fortet sammen med flygtninge, ordonnanser og sårede. Der var 240 mand fra 3. maskingevær- og 6. kompagni af 142. infanteriregiment, som sammen med 2. bataljon skulle varetage det fremadrettede forsvar af fæstningen. Hertil kom ca. 30 ingeniørsoldater, ca. 30 kolonisoldater som udbedrede skader og en håndfuld artillerister, sanitetssoldater, sygebærere og telefonister. Desuden søgte fire brevduer og en cocker-spaniel, der var maskot for en forsprængt enhed, beskyttelse i fortet.
Om aftenen den 1. juni indledtes artilleribeskydningen. Raynal vurderede senere, at 1.500 til 2.000 granater ramte hans fæstning i timen. Efter tilbageslagene på de modstående skråninger og den morderiske granatregn var der kun få forsvarere fra 2. bataljon i 142. infanteriregiment tilbage i fortets forterræn, der var blevet til en forvirret labyrint af skyttegrave, pigtråd, forhindringer og maskingeværstillinger. Kun forsvarsstillingerne R.1 og R.2 under kaptajn Delvert dækkede stadig fortets flanker.
Omkring klokken 4 om morgenen indledte stormtropperne fra infanteriregimenterne 39, 53 og 158 fra Köln og Paderborn deres angreb. I morgendæmringen kunne Delvert se de fremstormende tropper. "Som myrer, når man træder i en myretue", strømmede de ud af deres skyttegrave. Delvert kunne ikke gribe ind overfor dette angreb, da hans maskingeværer ikke havde rækkevidde til at kunne nå de tyske stillinger. I løbet af få timer havde de tyske tropper erobret et stort område og dukkede op i skyttegrave i nærheden af R.1. Delvert gav ordre til kraftig beskydning, hvilket i første omgang stoppede de tyske stormtropper. Hen ad kl. 14.30 blev R.2 imidlertid erobret, og R.1 havde fået en fuldtræffer. Delvert stod midt i krydsilden og havde kun 70 soldater tilbage. Det fremskudte forsvar af fort Vaux var nu stort set elimineret. Stormtropperne rykkede 2. juni 1.000 meter frem og nåede i løbet af eftermiddagen frem til fortets døde vinkel – de havde således omgået fortet og dets forsvarere.
Efter en pause til at bringe samling på tropperne kastede stormtropperne sig ned i fortets fuldstændigt ødelagte skyttegrave, som stadig blev kontrolleret af maskingeværstillingerne. Der var store tab, men nogle få soldater krøb frem til de franske stillinger og kastede håndgranater ind gennem skydeskårene. I en anden stilling forsøgte de at stoppe maskingeværet med flammekastere. I mellemtiden var artilleribeskydningen igen begyndt på begge sider og overdøvede nærkampene i skyttegravene. Omkring kl. 16 lykkedes det at erobre maskingeværstillinger, og stormtropperne kunne gå i stilling på fæstningens tag. Inde i fæstningen samlede major Raynal sine nu over 600 soldater om forsvaret og gav ordre til, at hovedkorridorerne straks skulle blokeres med sandsække, som blev forsvaret med maskingeværer. Samtidig skulle nogle af soldaterne angribe de tyske tropper oven på fæstningen. Disse forsvarede sig imidlertid ved at kaste håndgranater ned i trappeåbningerne, så dette angreb måtte opgives. De tyske tropper opdagede en indgang til fortet på det ødelagte tag og lod sig fire ned ad tove og trængte ind i fortet og frem til en ståldør, bag hvilken de kunne høre majoren udstede befalinger. I forsøget på at sprænge denne ståldør med håndgranater blev nogle tyske soldater dræbt og andre blev sårede, fordi de ikke kunne finde dækning mod trykbølgen fra eksplosionen.
Om morgenen den 3. juni havde tyskerne indtaget to hovedkorridorer. Nærkampene i fortets indre foregik yderst brutalt med spader mod spader, bajonetter mod bajonetter og håndgranater, som rev både angribere og forsvarere i stykker. Strømmen var gået, og der var derfor intet lys, men kampene fortsatte ufortrødent og blev ind imellem oplyst af brændende olie og tyske flammekastere. I de 170 cm høje og 120 cm brede gange voksede dyngerne af lig, som blev overhældt med klorkalk, der egentlig skulle bruges til desinfektion af latrinerne. Gulvet var smattet af blodet fra de sårede. Igen og igen brød soldater sammen i den forpestede luft, da de ikke bar gasmasker.
Så snart en forsvarsstilling var blevet indtaget af tyskerne, samlede franskmændene sig kort efter og indledte et modangreb med alle til rådighed stående våben. Sommervarmen rammte begge sider, men franskmændene kunne ikke længere regne med at få vand, da vandcisternerne var blevet ødelagt af granattræffere. Man forsøgte at opsamle det udstrømmende vand. I rummet med de sårede, et 10 m2 stort bunkerrum, kunne man ikke længere tage sig af det stigende antal sårede, da der hverken var lys eller vand. Under normale omstændigheder var der plads til 6 personer i rummet. Om aftenen den 2. juni var der allerede over 30 hårdt sårede soldater i rummet, hvor de afventede kampens afslutning.
Stillingen R.1 i forterrænet holdt stadig stand mod de tyske angreb, men kunne ikke gribe ind i kampene inde i fortet. Omkring 22 fik kaptajn Delvert, som ikke havde sovet i 72 timer, melding om, at der kom et kompagni til afløsning. I stedet for de ventede 170 mand kom der kun 18 soldater, som ikke var blevet ramt af den tyske beskydning, alle de øvrige var faldet. Et yderligere kompagni nåede kl. 23 frem med 25 overlevende til R.1.
Om søndagen den 4. juni havde tyskerne erobret yderligere 25 meter af hovedtunnelen; men det lykkedes Raynal at afvise alle yderligere flammekaster- og maskingeværangreb. Franskmændene havde mistet deres observationsposter og kunne observere gennem et lille glughul. De så deres kammeraters fortvivlede forsøg på at bryde ud af fortet, men alle dagens seks forsøg blev slået tilbage af tyskerne. Et fransk kompagni blev totalt udslettet under disse forsøg: 22 mand blev taget til fange, 150 faldt, ingen vendte tilbage. Ved middag den 4. juni sendte Raynal sin sidste brevdue af sted med en sidste fortvivlet meddelelse:
„Nous tenons toujours mais nous subirons une attaque par les gaz et les fumées très dangereuses. Il y a urgence à nous dégager. Faites-nous donner de suite communication optique par Souville qui ne répond pas à nos appels. C'est mon dernier pigeon. Raynal.“
("Vi holder stadig ud, men vi lider under gasangreb og meget farlig røg. Det haster med at bringe os ud. Stil fortsat optisk kommunikation til rådighed med Souville, som ikke besvarer vore forespørgsler. Dette er min sidste brevdue. Raynal.")
Duen døde kort efter at have nået sit mål i bagområdet ved Verdun af den gas, som den havde indåndet. Den blev udstoppet og fik tildelt Æreslegionen. Om eftermiddagen bad en underofficer om at måtte tale med Raynal og meddelte, at garnisonen ikke havde mere vand. Raynal svarede: „Mais c'est trahison!“ ("Det er forræderi!"). Om mandagen den 5. juni sprængte tyskerne yderligere et hul i væggen på hovedkorridoren og angreb franskmændene med flammekastere. Lufttrykket i bunkeren fik imidlertid flammerne til at slå tilbage mod tyskerne, og mange tyske angribere blev forbrændt. Major Raynal holdt stadig stillingen, men der var nu over 90 hårdt sårede. Han gav ordre til at fordele det sidste vand blandt de sårede. Om aftenen den 5. juni vendte kaptajn Delvert tilbage til Verdun fra sin stilling R.1. Han havde fortsat kommando over 37 mand, som bortset fra 5 alle var sårede. Den 6. juni indledte franskmændene et sidste forsøg på at undsætte fortet, men det blev ligesom alle de foregående slået tilbage af tyskerne.
Major Raynals soldater var fuldstændig udmattede, nogle slikkede det slimede kondensvand af væggene eller drak deres egen urin. Kort efter vred de sig i mavekramper. En fortvivlet ung løjtnant mistede forstanden og truede med at sprænge et granatlager. Han måtte bindes. Om morgenen den 7. juni så major Raynal endelig det ønskede optiske signal fra fort Souville: "… ne quittez pas …" (Opgiv ikke), men nogle timer senere kl. 7.30 tysk tid opgav han kampen og gik med 250 mand i fangenskab, alle andre var døde eller sårede. Tyskerne havde mistet omkring 2.700 soldater under angrebet.
Raynal blev på grund af sin tapperhed ført til kronprins Wilhelm, som, da han så, at majoren havde mistet sin sabel, først gav ham en tysk sabel, og derpå en erobret, fransk sabel. Med ordene: "Ich habe ihn gefunden. Ich bitte Sie, diese Waffe anzunehmen, die Ihrer würdig ist, im Tausch für jene, die ich Ihnen mangels einer anderen angeboten habe." (Jeg har fundet det. Jeg beder Dem om at modtage dette våben, som er Dem værdigt, til gengæld for det, man i mangel af bedre havde tilbudt Dem), lod kronprinsen midt under et fuldstændig industrialiseret og umenneskeligt slag en sidste og fuldstændig antikveret bekendelse til gamle dages ridderlighed skinne igennem. Efter erobringen af Fort Vaux indledte franskmændene den 8. og 9. juni direkte modangreb og forsøgte forgæves at generobre fortet. Tyskerne udbyggede deres stillinger ved Fort Vaux og angreb i de følgende tre uger fortsat de franske stillinger ved Verdun.

### Brusilovoffensiven: reduktion af de tyske tropper ved Verdun
Erobringen af Fort Vaux betød, at endnu et vigtigt punkt i forsvarskæden mod øst var faldet, og det blev set som en stor strategisk sejr, men i begyndelsen af juni var presset på de tyske hære vokset voldsomt. Den 15. maj havde den østrig-ungarske generalstabschef Franz Graf Conrad von Hötzendorf givet ordre til et storangreb på de italienske stillinger nord for Gardasøen – en straffeaktion i form af et flankeangreb mod de stadige angreb fra Cadorna ved Isonzo. Dette angreb var ikke afstemt med den tyske overkommandos strategi. Den kendsgerning, at Italien frem til 1916 havde forøget antallet af kampklare divisioner fra 36 til 65, og at 35 af de 65 østrig-ungarske divisioner var bundet på den italienske front, var årsag til von Hötzendorfs beslutning om at betragte Italien som den vigtigste modstander i krigen på daværende tidspunkt. Han havde til hensigt hurtigt at besejre Italien for derefter at kaste alle derved frigjorte ressourcer ind i kampen mod Rusland. Selv om han flere gange klart havde udtrykt sine langfristede mål mod Italien og havde forsøgt at overtale Falkenheyn til en fælles aktion i Alperne, kom angrebet overraskende og tvang Tyskland til at gennemføre et uønsket stabiliseringstiltag i øst.
Dette var blevet nødvendigt, fordi den russiske overkommando opdagede den chance, som opstod ved, at adskillige østrigske divisioner blevet trukket bort, og Tyskland måtte derfor i overensstemmelse med sin traktatslige forpligtelser indlede en storstilet offensiv. Den 4. juni indledtes denne offensiv, som blev kaldt Brusilovoffensiven efter den kommanderende general. De fremstormende russiske enheder opnåede et større antal gennembrud i Galizien, og den 4. østrig-ungarske armés front brød fuldstændig sammen i en bredde på 75 km. De russiske tropper trængte 20 km frem og tog over 200.000 fanger, først og fremmest østrig-ungarere. Den 15. juni erklærede Conrad von Hötzendorf, at det russiske angreb var den værste krise under hele krigen, og selv om Falkenhayn pressede von Hötzendorf til at imødegå russerne med tropper fra Italien og ventede på troppeforskydninger fra von Hindenburgs nordfront, så han sig nødsaget til at trække fire divisioner bort fra Verdun for at stoppe russernes fremmarch og endnu vigtigere for at forhindre sin allieredes sammenbrud.

### Juni til oktober 1916: Tyske offensiver modFleury,ThiaumontogCôte Froide Terre
Selv om han havde færre tropper til rådighed, besluttede Falkenhayn at fortsætte den tyske offensiv ved Verdun, ikke mindst under indtryk af erobringen af Fort Vaux. General Konstantin Schmidt von Knobelsdorf udarbejdede sammen med sin stab planer for en umiddelbar forsættelse af angrebet i området ved Fort Vaux i retning af Fort de Souville, stillingen Thiaumont og landsbyen Fleury-devant-Douaumont. Kronprins Wilhelm protesterede forgæves mod denne plan, da han var klar over, hvor farligt et sådant angreb kunne være for moralen i de svækkede tropper. Det var desuden blevet klart, at franskmændene stadig oftere og voldsommere gjorde modstand, og at det franske artilleri allerede nu var det tyske overlegent. Den franske hær fik langsomt den nødvendige slagkraft til om ikke at besejre tyskerne, så dog til at kunne holde dem i skak.
Den tyske hær kunne indsætte 30.000 mand i angrebet, herunder Alpekorpset, som kort tid inden var ankommet til Vestfronten og blev anset for en eliteenhed. Knobelsdorf håbede på et hurtigt gennembrud ved for første gang at anvende fosforgasgranater.
Det tyske storangreb skulle starte på en 3 km bred front den 23. juni efter en heftig artilleriforberedelse mod de franske stillinger ved Fort Souville, som indledtes den 21. juni. I alt blev der afskudt 100.000 granater. Til sidst afskød de tyske artillerister tusindvis af fosforgasgranater mod de franske kanonbatterier for at berøve det franske infanteri dets vigtigste våben. De nedfaldende granater eksploderede ikke direkte, og mange franskmænd troede i første omgang, at der var tale om blindgængere. I løbet af kort tid ramte fosforgassen imidlertid de franske tropper med frygtelige konsekvenser. De franske gasmasker i 1916 gav kun soldaterne en delvis beskyttelse mod den nye gas. Talrige franskmænd flygtede i panik, mens andre holdt stillingen under frygtelige kvaler. Efter gasangrebet fuldte en nyt heftigt bombardement, som varede til den tidlige morgen den 23. juni. Da artilleribeskydningen ophørte kl. 7 om morgenen, forlod de tyske soldater deres skyttegrave og stormede frem. Soldaterne fra de bayerske regimenter nåede meget hurtigt landsbyen Fleury, da mange franske skyttegrave ikke længere vat fuldt bemandede og kun kunne yde begrænset modstand. Fleury blev næsten fuldstændig erobret, bortset fra en del af den tidligere banegård hvor de tyske stormtropper led store tab som følge af artilleribeskydning fra begge sider. På højre fløj stormede regimenterne højderyggen Côte de Froide Terre, hvor stillingen Thiaumont lå. Det bestod af et stort antal batterier og mindre bunkers, der blev forsvaret af enheder fra 121. franske regiment.
Thiaumont blev erobret efter en heftig kamp, som kun 60 forsvarere overlevede. Herfra rykkede fire, stærkt svækkede bayerske styrker videre mod den egentlige Côte de Froide Terre. Her nåede tyskerne for første gang til den side af Côte Lorraine, som faldt ned mod Verdun, men de kunne dog ikke se byen. Dele af det bayerske livregiment indtog ammunitionsdepotet (Poudriere) nedenfor Fleury og sendte en lille patrulje på tre mand frem til Ouvrage de Morpion, hvorfra de vendte tilbage med ca. 20 fanger. Efter en blodig kamp med 114. franske regiment måtte de imidlertid igen opgive ammunitionsdepotet og trække sig tilbage til Fleury. Angrebet mod Fort Souville gik i stå.
De tyske soldater måtte lide under tørsten i sommerheden i disse ufordelagtige stillinger, mens utallige døde under og ved siden af dem rådnede lig, og sårede skreg om hjælp. Den lange vej frem til Triaumont var overstrøet med faldne. Hvert spadestik ved udbygningen af stillingen i månelandskabet bragte ligdele for dagens lys. Stanken på slagmarken var så slem, at selv hærdede soldater dårligt kunne udholde den. Der er beretninger om, at selv den mad og det vand, som var blevet fremskaffet med store tab, smagte af forrådnelse. Under anmarch om natten måtte tropperne altid være bange for at blive oplyst af en fransk lysraket og blive taget under beskydning af franske maskingeværer. Om dagen var stillingerne udsat for luftangreb fra det franske luftvåben, som på dette tidspunkt havde absolut luftoverlegenhed, og de franske fly dirigerede samtidig artilleriet præcist mod de forskellige mål. Det skete ofte, at soldaterne for vild og i timevis gik rundt i området. De var heldige, hvis de blev taget til fange af franskmændene.
Den 24. juni indledte britiske og franske tropper Slaget ved Somme med en enorm artilleriforberedelse. For at imødegå denne store fare måtte den øverste tyske hærledelse overføre yderligere enheder fra Verdunområdet. Tungt og meget tungt skyts måtte transporteres gennem uvejsomt terræn tilbage til jernbanen. Samtidig blev ammunitionsforsyningerne omdirigeret til Somme, så yderligere offensiver i Verdunområdet måtte opgives. Mellem den 25. og 30. juni betød franske modangreb, at fremskudte stillinger gik tabt. Den 3. juli blev der givet tilladelse til et sidste angreb den 11. juli. Det skulle imidlertid så vidt muligt gennemføres uden at tære på ammunitionsreserverne – også selv om det kostede menneskeliv.
Målet for denne sidste store aktion var erobringen af Fort Souville, St. Michel og Belleville og var et sidste forsøg på at vende slaget. Artilleriforberedelsen med gasgranater havde ikke den ønskede virkning i form af høje tab, da de franske tropper i mellemtiden havde fået bedre gasmasker. De tyske stormtroppers anmarch i morgengryet blev opdaget af den franske rekognoscering, som herefter lod artillerigranater regne ned mellem tropperne og forårsagede frygtelige tab. Desuden blæste vinden fra vest og blæste gassen i retning af de tyske stillinger, hvilket også medførte tab. I landsbyen Fleury blev der kæmpet nådesløst og yderst brutalt i nærkamp og med flammekastere, indtil det lykkedes de bayerske tropper at erobre hele Fleury. Soldater fra 140. infanteriregiment nåede op på taget af Fort Souville, men blev straks decimeret af dele af to franske kompagnier, som tilfældigvis var i fortet. Tyskerne var hermed nået så tæt på Verdun, som de nogensinde kom. Den samme dag, 11. juli 1916, gav Falkenhayn ordre til, at alle offensive tiltag i Verdunområdet skulle indstilles, da den tyske hær måtte koncentrere sig om slaget om Somme. Han håbede, at franskmændene ville gøre det samme og nedklassificere Verdun til en stille front. Dette håb blev ikke opfyldt, da franskmændene i sensommeren 1916 greb initiativet og angreb de tyske stillinger ved Thiaumont og Fleury. Den fare for forsvaret af Verdun, som var opstået ved erobringen af Côte Froide Terre, var hurtigt gået op for den franske overkommando.
For at opnå det endelige mål om at tilbageerobre Fort Vaux og Fort Douaumont var det nødvendigt at generobre de flankerende stillinger ved Ouvrage Thiaumont. Nivelle gav derfor ordre til de modangreb, som bølgede frem og tilbage til hen i oktober, men som ikke gav et klart resultat.

### Forsættelsen af Falkenhayn – starten på den tyske defensiv
Efter dette sidste storangreb gav Falkenhayn ordre til at afbryde den tyske offensiv ved Verdun, da den militære indsats – forsvar mod angrebene ved Somme, kamp mod russerne og afværgelse af Brusilovoffensiven samt den ubetinget nødvendige tyske understøttelse af den østrig-ungarske allierede – langt oversteg de tyske kræfter. På den baggrund skønnede han, at det var nødvendigt at gå i defensiven og forsvare de opnåede stillinger. De tyske tropper befæstede derfor så vidt muligt deres stillinger og forsvarede sig i juli og august mod de stadig voldsommere franske angreb. Den 15. august nævnte Falkenhayn i en skrivelse til kronprins Wilhelm for første gang muligheden for helt at afbryde slaget, da sparsommelighed i anvendelsen af mennesker og ammunition var nødvendig. Mens stabschefen for 5. armé, Schmidt von Knobelsdorf, insisterede på sine styrkers kampkraft og krævede en ufortrøden fortsættelse af angrebet, erkendte kronprinsen, at dette ikke længere uden videre var muligt.
Da han ikke kunne enes med sin stabschef, bad han derfor kejseren om at forflytte Knobelsdorf. Den 23. august opfyldte Wilhelm 2. denne anmodning. Den 28. august trådte Rumænien ind i krigen på Ententens side. Som følge heraf trådte Falkenhayn den følgende dag tilbage som generalstabschef, da det ikke var lykkedes ham at overtale denne nye modstander til at slutte sig til Centralmagterne. På elegant vis blev han udnævnt til øverstbefalende for den 9. tyske armé i Rumænien. Sammen med Mackensen opnåede han frem til julen 1916 en næsten fuldstændig sejr over Rumænien. I stedet for Falkenhayn udpegede kejseren den øverstkommanderende på Østfronten feltmarskal Paul von Hindenburg og general Erich Ludendorff til at lede krigen. Efter at Ludendorff havde besøgt Vestfronten, gav Hindenburg ordre til, at alle offensive aktioner skulle stoppes, og at det vundne terræn skulle udbygges til et solidt stillingssystem. Opgaven med at forsvare de vanskelige stillinger ved Verdun blev i første omgang ikke taget i betragtning.
Denne ordre udelukkede ikke begrænsede aktioner med det formål at forbedre stillingen ved fronten, såsom den, som 14. infanteriregiment fra Bayern udførte i Chapitre-skoven, men som så mange andre var uden nævneværdig succes. Generelt var den stærke regn i september 1916 en vigtig forhindring ved planlægningen af de kommende begivenheder: som følge af det stadige regnvejr blev skyttegravene på begge sider hurtigt fyldt med vand. Udover den dødsensfarlige og stadig ild fra maskingeværer og artilleri opstod der nu en fare for at falde i vandfyldte granathuller, hvor soldaterne druknede på grund af deres tunge udrustning og det lerede slam.

### Eksplosionsulykken i Tavannes-tunnelen
Den 4. september skete der på fransk side en alvorlig ulykke i Tavennes-tunnelen lige under Fort Tavennes. Det var en ulykke, som direkte kan sammenlignes med ulykken i Fort de Douaumont. Den franske hær havde siden starten på slaget brugt en tidlige jernbanetunnel som kvarter for soldater og som ammunitionslager, indtil det på grund af uforsigtig omgang med granater kom til en række store eksplosioner. Tyskerne kunne se, hvorledes der steg røgskyer op fra tunnelen og begyndte herefter at beskyde området. Franske soldater, som var undsluppet fra tunnelen havnede således mellem nedfaldende granater. Ilden i tunnelen kom først under kontrol efter tre dage. Officielle kilder talte om 500 ofre. Hvor mange, der rent faktisk omkom, kan ikke længere afgøres.

### Oktober 1916 – Starten på den franske offensiv
Tyskernes vanskeligheder med at kæmpe på flere fronter var ikke forblevet skjult for franskmændene og det samme var de tyske soldaters overgang til en defensiv kamp og til at udbygge deres egne stillinger. Som følge heraf og tro mod den franske tro på offensiv krigsførelse planlagde den franske overkommando, Nivelle og Mangin et storangreb i "den røde zone" – den centrale slagmark på højre bred af Meuse mellem forterne Douaumont og Vaux med det formål at generobre begge disse centrale fæstninger. Den tidligere artillerigeneral Nivelle modsatte sig på ny Pétains system, som forudså en så godt som fuldstændig ødelæggelse af de fjendtlige stillinger, inden infanteriet gik til angreb. I stedet ville Nivelle udnytte overraskelsesmomentet og hurtigt kaste infanteriet ind i kampen. Han gav ordre til en koordineret indsats af artilleri og infanteri. Ilden fra det tunge skyts skulle falde 150 meter foran det fremrykkende infanteri, og de lette feltkanoner skulle beskyde området 70 meter foran hovedkamplinjen. På den måde ville Nivelle sætte de fjendtlige stillinger ud af spillet og umiddelbart efterfølgende besætte dem med infanteri. I Bar-le-Duc blev der opbygget en kopi af kampområdet, hvori de franske soldater måtte gøre sig fortrolig med områdets geografi og samtidig øve sig i at rykke frem bag spærreilden.
Som forberedelse til storangrebet lod Nivelle over 5 dage ca. 600 kanoner indskyde i angrebsområdet. I blandt dem var mange af særlig stor kaliber, såsom to 400 mm morterer, Den 24. oktober gik de franske divisioner til angreb over en 7 km bred front. På grund af den stadige regn i de forudgående dage var hele angrebsområdet blevet forvandlet til en stor mudderpøl. Den forberedende artilleribeskydning havde dræbt eller såret de fleste forsvarere, så de første skyttegrave kunne erobres uden større vanskeligheder. Spærreilden fungerede meget præcist, for bag nedslagene kunne tyskerne ikke se angriberne, og når spærreilden blev flyttet fremad, var franskmændene allerede i skyttegravene. De få funktionsdygtige og bemandede maskingeværer forårsagede store tab blandt franskmændene, men blev dog efterhånden erobret.

### 24. oktober: Tilbageerobringen af Fort Douaumont
Den tyske front, som blev forsvaret af 12., 7. og 13. reservekorps, brød fuldstændig sammen på stykket mellem Fleury og Thiaumont. I Chapitre-skoven og ved vejen mellem Vaux–Tavannes blev forsvaret kort efter ligeledes overvundet. Det franske angreb blev først stoppet i resterne af landsbyen Douaumont ved beskydning i flanken fra fortet og heftig modstand fra tropperne i Minzeslugten. Franske tropper var nået frem til fort Douaumont og havde besat nogle mure. Under beskydning fra det tyske artilleri måtte disse fremskudte stillinger imidlertid opgives.
I Fort Douaumont havde tyskerne bl.a. indrettet et centralt lazaret for behandling af sårede, og den fik stadig mere at lave under det franske angreb. Beskyttet af det tykke betontag følte man sig i nogenlunde sikkerhed for den franske beskydning. Den 24. oktober begyndte ulykken i form af en direkte træffer fra en ny fransk 400 mm morter, som ramte det tyske lazaret. Alle i lazarettet blev dræbt på stedet. Dette våben afskød hvert 10. minut et projektil, som med største præcision blev rettet mod fortet og forårsagede store ødelæggelser. Det sjette projektil slog ned i et ingeniørdepot, hvor 50 soldater blev dræbt. Der udbrød en stor brand, som truede med at brede sig til den oplagrede infanteri- og artilleriammunition (bl.a. ca. 7.000 håndgranater). De tyske forsvarere forsøgte at slukke ilden med mineralvand og urinbeholdere fra latrinerne, hvilket dog ikke lykkedes. Til sidst gav fortets kommandant ordre til at evakuere fortet af hensyn til mandskabets sikkerhed. Den af franskmændene udlagde gassky hjalp tyskerne under evakueringen af tropperne – inklusiv de sårede – som trak sig tilbage iført gasmasker.
Kun 100 mand blev tilbage som bagtrop med den opgave så godt som muligt at forsvare fortet og slukke ilden. Gasbeskydningen og røgudviklingen var imidlertid blevet så kraftig, at begge dele blev umuliggjort. Bagtroppen blev ligeledes tvunget til at forlade fortet. Kort tid senere vendte nogle officerer og mænd dog tilbage til fortet uden at være blevet befalet til det og konstaterede, at ilden ikke længere var livsfarlig. Den kommanderende officer, kaptajn Prollius, sendte straks en ordonnans tilbage med anmodning om forstærkninger. "Schwache Besatzung hält das Fort bis zum Eintreffen von Verstärkungen", (Svag besætning holder fortet, indtil der kommer forstærkninger) var hans sidste melding.
Nogle sårede og vildfarne fortalte om infernalske tilstande ved fronten omkring Fort Douaumont, hvor der kun var sårede og vildfarne tilbage i slammet. Efter et mislykket udbrudsforsøg fra den lille styrke omkring den stadig levende kommandant nåede franskmændene til sidst frem til Douaumont og tog 28 overlevende tyskere til fange. Et planlagt tysk modangreb blev på opgivet på grund af de stadig voksende kampe ved Somme.

### November 1916: Tilbageerobring af Fort Vaux
Efter et yderligere fransk fremstød blev den tyske besætning på Fort Vaux den 2. november tvunget til at trække sig tilbage. Tyske ingeniørtropper sprængte dele af fortet. Denne terrængevinst bidrog til, at general Nivelle den 15. december blev udnævnt til efterfølger for general Joffre som øverstbefalende for de franske styrker. Samme dag gennemførtes et sidste fransk storangreb på Meuse's højre bred, som frem til den 18. december trængte de tyske styrker ved Douaumont omkring 3 km tilbage. Den 20. december blev den franske offensiv indstillet.

### Verdun til krigens slutning
I 1917 koncentrerede krigens parter sig om andre frontafsnit, men det kom dog flere gange til kampe ved Verdun, selv om de ikke havde samme omfang som året før. Der blev især kæmpet om højde 304 og Le Mort Homme fra juni 1917. Frem til den 29. juni lykkedes det for tyske enheder at besætte højde 304 fuldstændigt. I august førte franske angreb til, at tyskerne endeligt rømmede højde 304 og Le Mort Homme. Der fulgte yderligere operationer på højre bred af Meuse i området ved landsbyen Orne og højde 344, men først hen mod krigens slutning blev Meuse-området igen genstand for større angreb. Under et amerikansk fremstød blev den tyske front syd for Verdun den 30. august 1918 trængt flere kilometer tilbage. Den 25. september fulgte en britisk-fransk offensiv med udgangspunkt i Verdun, som frem til begyndelsen af november trængte tyskerne ud af Argonne. Den 11. november trådte våbenstilstanden i kraft.

### Helvedet ved Verdun
Slagmarken ved Verdun havde på grund af den massive indsats af artilleri på et begrænset område på få uger forvandlet sig til et kraterlandskab, hvor skovene ofte kun bestod af stubbe. En overgang var der indsat over 4.000 kanoner i det forholdsvis lille kampområde. I gennemsnit slog der 10.000 granater og miner ned i området i timen, og de forårsagede en øredøvende larm. Når de eksploderede, slyngede de store mængder jord op i luften, som begravede talrige soldater levende. Ikke alle nåede at blive gravet ud af jorddyngerne i tide.
På grund af, at artilleribeskydningen var overalt, måtte mange døde og sårede efterlades i ingenmandsland, hvilket især i sommermånederne medførte, at der var en kraftig stank af lig på slagmarken. Hertil kom, at det under den stadige beskydning ofte ikke var muligt at sikre frontsoldaterne tilstrækkelige forsyninger eller afløsning. Allerede på vej til forreste linje mistede mange enheder langt over halvdelen af styrken. Kun få soldater, som var indsat ved Verdun, kom igennem slaget uden i det mindste at være blevet lettere sårede.
Soldaterne måtte ofte bære gasmasker i timevis og klare sig i dagevis uden mad. Tørsten drev mange til at drikke forurenet regnvand fra granathuller – eller sågar deres egen urin. Både de franske og de tyske soldater gruede for at blive sat ind ved Verdun. De kaldte slagmarken for en "blodpumpe", en "knoglemølle" eller simpelthen "helvede". Når det regnede, blev kampområdet til en muddergrav, hvilket stærkt vanskeliggjorde troppernes fremrykning. Hver dag blev mudderet dybere. Hele området var fyldt med granathuller. Stadig stærkere hestespand måtte indsættes for at kunne flytte en enkelt kanon. Disse hestespand led særligt store tab under beskydningen. Op mod 7.000 heste skal være omkommet på en enkelt dag. Forterne ved Verdun fik en særlig betydning, idet de gav tropperne beskyttelse og muliggjorde førstehjælp for de sårede. Også her var der katastrofale hygiejniske forhold. Den militære ledelse på begge sider var fuldt ud klar, over hvilke lidelser soldaterne måtte udholde, men det fik ingen konsekvenser.

## De døde
Det er forholdsvis let at opgøre det samlede antal soldater, som var i kamp ved Verdun. Mellem 1914 og 1918 blev i alt 105 tyske og 88 franske divisioner indsat ved Verdun. Med en gennemsnitlig divisionsstyrke på 12.000-15.000 mand var det ca. 2,5 mio. soldater.
Alene på tysk side blev næsten 1,2 mio. mand sendt gennem "helvedet ved Verdun". På fransk side var tallene tilsvarende, men her blev tropperne hurtigere afløst gennem et rotationssystem. Efter dette system blev hver division kun indsat 3 uger ad gangen ved Verdun (1 uge i forreste linje – 1 uge i 2. linje – 1 uges hvile).
Det præcise antal, som blev dræbt ved Verdun, lader sig derimod ikke opgøre præcist, da de fleste tabstal i de officielle dokumenter kun er grove indikationer. Her indgår antallet af døde som regel i et samlet tabstal, som udover sårede også omfatter savnede og tilfangetagne uden nærmere specifikation. Hertil kommer, at tallene er opgjort så hurtigt, at de indeholder unøjagtigheder og muligvis også forskønnelser. Under alle omstændigheder havde tabstallene først og fremmest til formål at give hærledelsen mulighed for så hurtigt som muligt at tage hensyn til tabene ved planlægningen af kommende operationer. Antallet af døde var i denne sammenhæng af mindre betydning.
De officielle tabstal er i modstrid med skøn fra forskellige historikere. Således angiver de tyske kilder, at antallet af faldne mellem starten på offensiven og juni var omkring 41.000. Sammenlignet med den første dag under Slaget ved Somme, hvor der alene på britisk side var 20.000 døde og 40.000 sårede soldater, forekommer dette tal voldsomt underdrevet målt med 1. verdenskrigs målestok, for her overfor står et tal på over 240.000 sårede i samme tidsrum. Normalt regner man med et forhold mellem antallet af døde og sårede som 1:3, mens det her ligger på 1:6. Regner man med dette forholdstal frem til slutningen af december 1916, så kan man antage, at der er faldet ca. 100.000 mand på hver side.
Disse tal angiver imidlertid det antal, som døde på slagmarken, dvs. uden at medregne de soldater, som efterfølgende døde af deres sår. Ifølge beregninger udført af historikeren Niall Fergusson, lå antallet af døde under kampene på ca. 6.000 om dagen, og det samlede antal døde lå på ca. 350.000 mand baseret på diverse officielle franske, britiske og tyske kilder.
Regner man med, at forholdet mellem sårede og døde var som normalt 1:3 (altså 300.000 sårede på hver side), skulle de samlede tab på begge sider være på omkring 800.000 soldater. En indikation herpå er de officielle tal fra det franske Service Historique des Armées for perioden mellem 21. februar og 12. december:
- Faldne: 61.269 (1.925 højere tjenestegrader, 59.304 menige)
- Savnede: 101.151 (1.808 højere tjenestegrader, 99.243 menige)
- Sårede: 216.337 (5.055 højere tjenestegrader, 211.282 menige)
- I alt: 378.687 døde, savnede og sårede

Man må antage, at mindst 50% af de savnede var faldet. Den eneste måde at nå mere præcise tal på ville være at undersøge de foreliggende personoplysninger nærmere ved hjælp af IT. Dette umuliggøres f.eks. på tysk side alene derved, at den tyske hærs arkiver i Potsdam blev ødelagt i 1945.
I modsætning til Falkenhayns forventninger var tabene på fransk side kun lidt større end de tyske. Den franske hær blev stærkt svækket af slaget ved Verdun, men det samme var tilfældet for den tyske.
Både slaget ved Somme og slaget ved Verdun afslørede, at de militære chefer ikke tog meget hensyn til soldaternes liv, men fortrinsvis så på, i hvilket omfang fjendens ressourcer blev opbrugt. Alene på tysk side blev der afskudt 1,35 mio. tons granater i løbet af de 30 uger med de fleste kampe. Der ligger fortsat ca. 50 ton granatsplinter på hver hektar af slagmarken.

## Verdun som myte

### Legender og myter
Der opstod mange legender om kampene ved Verdun, de fleste havde ikke meget sandhed i sig, men tjente til at hæve de i forvejen næsten ubegribelige hændelser til et endnu mere utroligt niveau.

#### Fleury og Thiaumont
De ubarmhjertige kampe om Fleury og Thiaumont blev ofte beskrevet på en fortegnet måde. De hyppige skift mellem hvem, der besad området, blev ofte brugt til at beskrive krigens meningsløshed. Der tales om 13, 23 eller endda 42 gange, at området skiftede side, og det på trods af at virkeligheden var så forfærdelig, at der ikke var behov for så tåbelige overdrivelser.
Landsbyen Fleury og stillingen Thiaumont skiftede mellem juni og oktober, hvor begge stillinger endegyldigt kom tilbage på franske hænder, ejer fire gange. Der kan dokumenteres følgende angreb og modangreb: Fleury blev delvis erobret den 23. juni. Den 11. juli kom den helt på tyske hænder.
Den 2. august fastholdt franske tropper Fleury i én dag, og herefter holdt tyskerne den til 18. august. På denne dag lå fronten ved den berygtede Fleury-banedæmning. Den 23. oktober måtte tyskerne fuldstændig rømme området. Ligeså med Thiaumont: Erobret af tyskerne den 23. juni. Mistet igen den 5. juli. Generobret den 8. juli og endegyldigt tabt den 23. oktober i forbindelse med den franske storoffensiv.

#### Bajonetgraven
Efter krigen blev der øst for en lille slugt ved Thiaumont som kaldtes Ravin de la Dame (eller "Ravin de la Mort" – dødsslugten) fundet en grav, hvorfra spidserne af soldaternes opplantede bajonetter stak ud. Undersøgelser viste, at soldaterne rent faktisk fortsat havde fat i deres geværer. I 1930'erne opstod der en legende om, at disse soldater fra det 137. franske infanteriregiment under forberedelser til et angreb på stillingen ved Thiaumont var blevet levende begravet ved et granatnedslag, mens de stod op.
Vidneudsagnet fra en løjtnant i 3. kompagni, som soldaterne tilhørte, gav en helt andet billede: Soldaterne var faldet under et tysk fremstød om morgenen den 13. juni 1916 og var blevet liggende i deres skyttegrav. Tyskerne begravede dem (de kastede skyttegraven til) og geværerne tjente til markering af gravstedet. En ekshumering i 1920 bekræftede hans forklaring: ingen af de syv lig stod op, fire kunne ikke identificeres. I lag er der et mindesmærke på stedet: La Tranchée des Baïonnettes som blev rejst af en amerikansk industrimand.

#### Udsigten mod byen Verdun
Bl.a. i bogen "Verdun – Das große Gericht" af P. C. Ettighoffer omtales, at tyskerne efter deres storangreb den 23. juni 1916, hvor bl.a. ammunitionsdepotet ved Fleury (Poudriere de Fleury) blev erobret af det bayerske infanteri-livregiment, fra Ouvrage de Morpion kunne se ind til byen Verdun. Ettighoffer skriver også, at soldater fra livregimentet bragte maskingeværer i stilling og beskød Verdun. Dette er umuligt, da udsigten til Verdun er spærret af Belleville-højderyggen, hvilket kan ses blot ved at se på et kort. Desuden omtales denne beskydning ikke af nogen anden kilde. Ikke engang regimentshistorien for infanteri-livregimentet omtaler en sådan beskydning, selv om dette unægtelig havde været værd at nævne. I den hedder det blot, at en lille stødtrop fra 11. kompagni følte sig frem til stillingen og umiddelbart herefter vendte tilbage til ammunitionsdepotet med nogle franske fanger. Indtil videre er det uklart, hvordan Ettinghoffer er nået frem til denne påstand, da Verdun ikke kan ses fra noget punkt, som de tyske soldater erobrede på slagmarken.

### Verdun fra en fransk synsvinkel
Verdun tjente til at samle det franske folk på en baggrund af en forsvarskamp, som blev til et nationalt symbol. 1. verdenskrig blev først ved den som sejr berømmede modstand ved Verdun til en retfærdig krig mod angriberen, selv om den franske krigsstrategi ved krigens begyndelse var alt andet end passiv.
Forsvaret af Verdun blev i årene efter krigen i stadig større grad gjort til en heltedåd. Man så fæstningen Verdun som et uovervindeligt bolværk, som havde sikret den franske nations fortsatte beståen. Til den ukendte soldats grav under Triumfbuen i Paris opgravede man liget af en fransk soldat, som var faldet ved Verdun. General Pétain blev af franskmændene udnævnt til nationalhelt og i 1918 udnævnt til marskal af Frankrig. Til ære for ham blev der efter krigen opstillet en statue på slagmarken ved Verdun, hvor der på soklen står en modificeret udgave af den centrale sætning i den franske Verdun-myte: "Ils ne sont pas passés" (De kom ikke forbi).
Omfortolkningen af slaget ved Verdun til en beretning om en uindtagelig fæstning fik katastrofale følger for Frankrig under 2. verdenskrig, hvor landet ikke var forberedt på moderne krigsførelse med hurtige, mekaniserede fremstød (Blitzkrieg). Pétain blev på grund af sit samarbejde med tyskerne dømt til døden i august 1945, men formentlig var det på grund af hans indsats under slaget ved Verdun, at hans straf blev omgjort til livsvarigt fængsel.
På slagmarkerne ser man stadig i større eller mindre grad denne stærke nationale betydning af slaget. Alle steder, hvor kampene gik over i den kollektive bevidsthed – Fort de Vaux, Fort Douaumont, … – vajer trikoloren for at understrege den nationale betydning. Den samme fortolkning gælder for de forskellige mindesmærker omkring Verdun (Mindesmærket for styrkerne, Løven fra Souville, Maginot-mindesmærket, …), som alle fejrer den nationale tanke og den formentlige sejr, men meget sjældent mindes soldaternes død.
Først ved den fælles mindesammenkomst mellem François Mitterrand og Helmut Kohl blev denne stærkt nationale symbolik brudt, for sammen med Tyskland at mindes en fælles fortid.
Nogle få kendte franske personligheder, som gjorde tjeneste ved Verdun:
- Charles de Gaulle (taget til fange i landsbyen Douaumont)
- François Darlan
- Raoul Salan
- Jean de Lattre de Tassigny

### Verdun fra tysk perspektiv
Da offensiven ved Meuse hverken førte til erobring af Verdun, eller til at den franske hær fuldstændig forblødte, var væsentlige angrebsmål ikke blevet nået. Som de fleste andre slag blev også slaget ved Verdun efter den tabte verdenskrig ikke opfattet som et rigtigt nederlag for de tyske arméer. Dette blev frem for alt understøttet af den af de nationale kræfter i Tyskland spredte dolkestødslegende. Verdun blev set som et signal for en hel generation – i lighed med afgangsklassernes og studenternes offergang i 1914 i det Første slag ved Ypres. Indtil magtovertagelsen i 1933 blev Verdun dog betragtet under en væsentlig mindre heroisk synsvinkel, da det meningsløse ti måneder lange slag kun vanskeligt kunne betragtes på anden vis.
De fleste tyske krigsromaner, som udkom under Weimarrepublikken, handlede om slaget ved Verdun. "Verdun" blev på den måde et samlebegreb for den moderne, fuldstændig industrialiserede krigsførelse. Her handlede det ikke længere om sejr eller nederlag, men om erfaringerne med materielslaget. Også spørgsmålet om meningen med de blodige skyttegravskampe blev i lyset af de moderne krigsvåbens gevaldige ødelæggelseskraft til noget sekundært. Det var ikke den kritiske eftertanke, men oplevelsen af slaget, som stod i centrum for den tyske Verdun-myte. I den forbindelse indtog Verdun-kæmperne en central rolle, idet de blev betragtet som en ny type soldat. Denne blev beskrevet som afstumpet, kold og hård og fortrængte de tidligere, romantisk fordrejede idealbilleder, som især var fremherskende i borgerlige kredse. I Det tredje Rige blev denne myte genopbygget. Den omstændighed, at mange officerer i 2. verdenskrig havde gjort tjeneste ved Verdun, førte til en instrumentalisering af propagandaårsager.
Efter 1945 og under indtryk af den for Tyskland så katastrofale 2. verdenskrig blev slaget ved Verdun i Forbundsrepublikken Tyskland sjældent tematiseret, og da i almindelighed nøgternt fortolket som det, det var.
Nogle kendte tyske personer, som gjorde tjeneste ved Verdun:
- Erwin von Witzleben
- Carlo Schmid
- Ernst Röhm
- Rudolf Heß
- Oswald Boelcke
- Franz Marc
- Arnold Zweig
- Heinz Guderian
- Erich von Manstein
- Friedrich Paulus
- Carl-Heinrich von Stülpnagel
- Hans Günther von Kluge
- Wilhelm Keitel
- Walther von Brauchitsch

### Resultatet af slaget
Afhængig af national, kulturel eller social oprindelse bliver resultatet af kampene ved Verdun fortolket på forskellig vis – var det en sejr for franskmændene, var det uafgjort, eller var det en sejr for tyskerne. En klar vurdering af slaget i lyset af krigens samlede resultat er en meget vanskelig sag, da det er uhyre svært at vælge den rigtige målestok.
En enkel og næsten steril metode er at tage udgangspunkt i frontlinjen den 24. februar 1916 og sammenligne den med fronten efter slagets afslutning i december 1916. Selv om franskmændene havde generobret en del af det tabte terræn i månederne efter juli, var tyskerne stadig rykket frem i forhold til udgangspunktet og kunne således kaldes slagets vinder. Da denne terrængevinst imidlertid ikke havde nogen særlig strategisk betydning i forhold til krigens udfald, er det tvivlsomt, om denne målestok kan bruges i denne sammenhæng.
Mange tyske eksperter er i stedet af den opfattelse, at "Verdun" set fra en tysk synsvinkel var en stor fejltagelse, da intet gevinstgivende mål blev opnået, og den tyske angrebskraft i stedet blev afgørende svækket.

## Slagmarken i dag
På slagmarken eksploderede omkring 50 mio. artillerigranater og miner. Landskabet blev endevendt gentagne gange og er endnu ikke kommet sig helt efter det. Der er fortsat mange blindgængere, våben, hjelme, udrustningsgenstande og menneskeknogler i jorden. De tidligere så omkæmpede forter og stillinger såsom Douaumont og Vaux blev stærkt beskadigede, men kan dog fortsat beses. I omegnen af Verdun er der talrige kirkegårde og benhuse. I L'ossuaire de Douaumont opbevares knoglerne fra ca. 130.000 ikke identificerede tyske og franske soldater. Ved Fleury ligger Mémorial de Verdun, et museum hvor der udstilles krigsudstyr, våben, uniformer, jordfund, fotos m.v. Desuden er der filmfremvisninger.

### Mindesmærker og seværdigheder
- Fort de Douaumont
- Fort de Vaux
- Fort de Souville
- Fleury-devant-Douaumont
- Højde 304
- Mort-Homme (Død mand)
- Tunnel de Tavannes
- Bois des Caures (oberstløjtnant Driants kommandobunker, grav og mindesmærke)
- Voie sacrée
- Tranchée des Baïonnettes
- Ouvrage de Thiaumont og Ouvrage de Froideterre
- De ødelagte landsbyer Vaux, Bezonvaux, Ornes, Haumont, Louvemont og Beaumont
- Mindesmærket for de faldne franske af muslimsk tro (indviet 2006)
- Det under katedralen i Verdun placerede Citadelle de Verdun samt snesevis af andre bunkers, batterier, mindesmærker, monumenter og grave som ligger strøet ud over hele slagmarken.

### Museer
- Mémorial de Verdun
- L'ossuaire de Douaumont – Benhuset
- Fort Vaux og Douaumont (Kan besigtiges om sommeren)
- Centre mondial de la paix Arkiveret 25. december 2008 hos  Wayback Machine – Verdensfredscenteret i biskoppaladset i Verdun
- Museet „De la Princerie“ i bymidten

### Yderligere
- Katedralen i Verdun
- Den gamle byport "Porte Chaussee"

## Film
- Die Hölle von Verdun. Scenisk dokumentation, 90 Min. Produktion: ZDF, Sendt første gang: 21. november 2006   (indholdsbeskrivelse fra ZDF)
- Entlang der Heiligen Straße in Lothringen. Zwischen Verdun und Bar-le-Duc. Reisemagazin: „Fahr mal hin“. Produktion: SWR, Sendt første gang: 21. november 2006   (indholdsbeskrivelse Arkiveret 27. maj 2022 hos  Wayback Machine fra SWR)